# Ana Ivanović
Vous lisez un « bon article » labellisé en 2018.
Pour les articles homonymes, voir Ivanović.
Ana Ivanović (serbe cyrillique : Ана Ивановић, prononcé /ˈana iˈvaːnɔvit͡ɕ/ ) est une joueuse de tennis serbe, née le 6 novembre 1987 à Belgrade.
Professionnelle de 2003 à 2016, elle est finaliste de Roland-Garros 2007 et de l'Open d'Australie 2008, puis elle remporte son unique titre du Grand Chelem lors de l'édition 2008 des Internationaux de France de tennis. Après ce succès, elle devient numéro 1 mondiale, classement qu'elle garde douze semaines lors de la saison 2008. Elle compte à son actif quinze titres WTA.
Après avoir fait ses débuts sur le circuit professionnel en 2003 l'année de ses 16 ans, elle progresse rapidement dans la hiérarchie mondiale pour être l'une des meilleures joueuses de la fin des années 2000. Récompensée pour avoir été la joueuse ayant le plus progressé en 2005 et 2007, la Serbe est désignée « joueuse de l'année » par l'Association internationale de la presse sportive en 2008. En difficulté après son succès à Roland-Garros, elle supporte mal les attentes placées en elle et perd peu à peu confiance. Régulièrement blessée, multipliant les entraîneurs, elle ne retrouve son meilleur niveau qu'en 2014, remportant quatre titres et se qualifiant pour les Masters de tennis féminin. Elle prend sa retraite sportive en décembre 2016 à l'âge de 29 ans.
Sa beauté physique et son style de jeu agressif en font l'une des joueuses les plus suivies et médiatisées du tennis féminin. Son service et son coup droit, puissants et irréguliers, font d'elle une athlète capable du meilleur comme du pire. Ambassadrice de son équipementier Adidas, elle signe un « contrat à vie » avec l'entreprise allemande en 2010. De nombreuses autres marques utilisent son image, faisant d'Ana Ivanović l'une des sportives les mieux rémunérées de son époque. Mariée au joueur de football international allemand Bastian Schweinsteiger, elle a eu avec lui un garçon né en mars 2018. Décorée de l'ordre de l'Étoile de Karageorge, ambassadrice nationale de l'UNICEF, Ivanović est une icône nationale en Serbie et, avec Jelena Janković et Novak Djokovic, l'un des représentants d'une époque dorée pour le tennis serbe.

## Carrière tennistique

### Jeunesse
Ana Ivanović naît le 6 novembre 1987 à Belgrade en Yougoslavie. Son père, Miroslav, est un homme d'affaires et sa mère, Dragana, est avocate aux douanes,. Elle a un jeune frère, Miloš, de quatre ans son cadet. À 4 ans, Ana voit une publicité télévisée pour un centre de tennis à Belgrade. Elle demande à sa mère de lui faire prendre des cours de tennis. Pour son cinquième anniversaire, son père lui offre une raquette de tennis. Inspirée par Monica Seles,, Ana Ivanović apprend à jouer au tennis dans une piscine olympique vide pendant la guerre de Bosnie-Herzégovine,. Son premier entraîneur, Nikola Cetnik, veille à son régime alimentaire dès ses premiers pas,. En 1999, elle se lève tôt le matin pour s'entraîner avant les bombardements de l'OTAN sur la Serbie,. À 12 ans, la famille réalise qu'Ana a une chance de devenir professionnelle et s'investit dans ce projet. Sa mère quitte son emploi pour voyager avec elle sur les tournois à travers le monde,. Quelques mois plus tard, alors qu'Ana a 13 ans, le fonds d'investissement UpturnOne lui propose de payer ses frais tennistiques,. Après réflexion avec sa famille, Ana accepte, comme d'autres jeunes joueuses qui ont atteint depuis le top 20 : Ágnes Szávay et Shahar Peer. Son sponsor demande à son nouvel entraîneur, Dejan Vranes, de la pousser dans ses limites physiques, multipliant ses heures d'entraînements. En 2003, le fonds d'investissement cède son contrat avec Ana au millionnaire Dan Holzmann afin de réinvestir dans de nouveaux talents. Holzmann remplace Vranes par des entraîneurs plus expérimentés et ajoute à son équipe un entraîneur physique, Scott Byrnes. À 16 ans, elle quitte le foyer familial à Belgrade pour partir habiter en Suisse,.

### Débuts professionnels (2003-2005)
Ana Ivanović devient professionnelle en 2003. Appareil dentaire, habillée par Nike, raquette Wilson en mains, la jeune joueuse serbe prend ses marques sur le circuit WTA. En 2004, elle grimpe rapidement dans la hiérarchie mondiale. Elle enchaîne 26 victoires consécutives lui permettant de remporter cinq titres ITF (Majorque, Gifu, Fukuoka, Fano et Batoumi) sur le circuit secondaire. À Zurich, la jeune joueuse de 16 ans impressionne en poussant Venus Williams dans deux tie-breaks après avoir battu Tatiana Golovin. La semaine suivante, au Luxembourg, pour son dernier tournoi de l'année, elle atteint les quarts de finale, concluant une saison qui lui fait gagner 608 places au classement WTA pour terminer la saison au 97e rang mondial,,.
En 2005, elle joue sa première année complète sur le circuit WTA. Dès le mois de janvier, elle s'impose au tournoi Tier V de Canberra, devenant la première joueuse issue des qualifications à remporter ce tournoi,. Au début du printemps, elle bat deux joueuses du top 10, Nadia Petrova et Svetlana Kuznetsova, ce qui lui ouvre les portes des quarts de finale du tournoi de Miami. Un mois plus tard, Ivanović enchaîne les victoires jusqu'aux demi-finales du tournoi de Varsovie. À Roland-Garros, elle brille et montre sa progression en éliminant Amélie Mauresmo au troisième tour, no 3 mondiale et l'une des favorites du tournoi. Son parcours est arrêté en quart de finale par Nadia Petrova mais sa performance lui permet d'entrer dans le top 20 mondial. Quelques jours avant de devenir majeure, elle atteint une nouvelle demi-finale sur le circuit à Zurich.

### Ascension jusqu'au sommet (2006-2008)

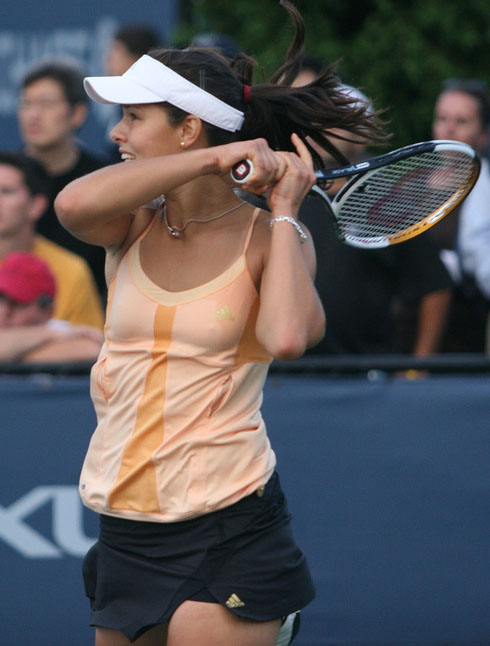
À l'US Open 2006.

En 2006, Ana Ivanović réalise un bon début de saison en battant Amélie Mauresmo à Sydney et en atteignant un quart de finale à Indian Wells en mars. Elle atteint sa première finale de double à Bois-le-Duc avec Maria Kirilenko, battue en trois sets par la paire chinoise composée de Yan Zi et Zheng Jie. À Wimbledon, elle accède aux huitièmes de finale et est éliminée en deux manches par la future lauréate du tournoi, Amélie Mauresmo, numéro un mondiale. Sur la tournée américaine, elle réalise une très bonne performance en atteignant les quarts de finale à Los Angeles, battue par sa compatriote serbe Jelena Janković. Mais elle se fait surtout remarquer en remportant son premier tournoi Tier I à Montréal en battant Dinara Safina en demi-finale,, puis Martina Hingis, 12e mondiale, en finale. Elle termine l'année au 14e rang mondial.
Après la saison 2006, Ana doit confirmer qu'elle est l'une des valeurs montantes du circuit en 2007, ce qu'elle fait en atteignant pour la deuxième fois une finale d'un tournoi Tier I à Tokyo, perdue face à Martina Hingis, après avoir éliminé sa compatriote Jelena Janković ainsi que la no 1 mondiale Maria Sharapova sur abandon après le gain du premier set. Au tournoi d'Amélia Island, elle accède aux demi-finales, battant encore une fois sa compatriote Janković,. Ivanović enchaîne par une contre-performance à Charleston, éliminée au 3e tour par Vera Zvonareva, mais rebondit très vite pour remporter le deuxième titre Tier I de sa carrière à Berlin face à Svetlana Kuznetsova en trois manches : 3-6, 6-4, 7-64 après s'être pourtant tordu la cheville dans le troisième set,. Cette blessure la contraint à déclarer forfait à Rome mais ne l'empêche pas d'atteindre sa première finale de Grand Chelem, à Roland-Garros, se révélant aux yeux du monde en battant les no 3 et no 2 mondiales sur son parcours : en quart de finale Svetlana Kuznetsova sur le score de 6-0, 3-6, 6-1 et en dominant nettement 6-2, 6-1 Maria Sharapova en demi-finale,. Opposée à la no 1 mondiale en finale, la Belge Justine Henin, elle s'incline en deux sets 1-6, 2-6.
Sa saison sur gazon est également une réussite, elle se hisse jusqu'en demi-finale à Wimbledon, et est éliminée par Venus Williams, future lauréate du tournoi, sur le score sans appel de 2-6, 4-6. Elle garde sa bonne forme sur le circuit américain, remportant le tournoi de Los Angeles face à Nadia Petrova après avoir sauvé des balles de match contre Janković en demi-finale. Tenante du titre à Toronto, elle s'incline dès son entrée dans le tournoi. En huitième de finale de l'US Open, elle retrouve Venus Williams qui met fin à son bon début de tournoi sans perdre de set. En fin de saison, elle remporte son 3e titre au Luxembourg en battant Daniela Hantuchová en finale,. Ses bonnes performances lui permettent de se qualifier pour les Masters de Madrid. Placée dans le groupe II, elle sort de sa poule après des victoires aux dépens de Kuznetsova et Hantuchová, avant d'être dominée par Justine Henin en demi-finale (4-6, 4-6). Elle termine la saison 2007 au 4e rang mondial.

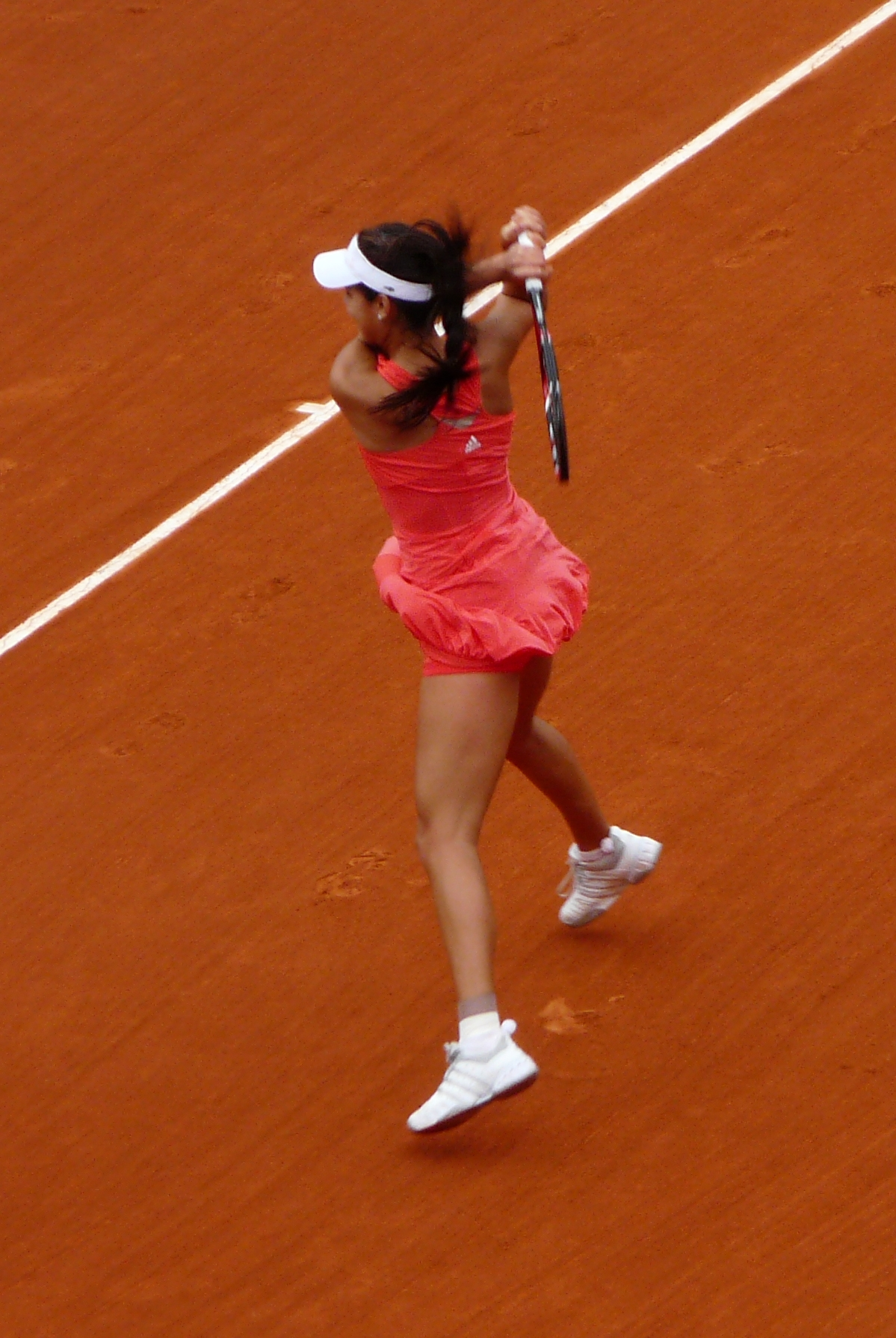
Ana Ivanović à Roland-Garros en 2008.

Ivanović commence la saison 2008 en accédant à sa deuxième finale de Grand Chelem en carrière à l'Open d'Australie. Elle est de nouveau vaincue, cette fois-ci par Maria Sharapova, en deux manches 5-7, 3-6. Son parcours pour atteindre la finale est marquée par sa première victoire contre Venus Williams après quatre confrontations et un retour contre Daniela Hantuchová en demi-finale après avoir perdu le premier set sans marquer le moindre jeu. Après des contre-performances à Dubaï et Doha, où elle déclare forfait dès le 3e tour, la Serbe remporte le tournoi d'Indian Wells en battant Jelena Janković puis Svetlana Kuznetsova, respectivement les no 4 et 3 mondiales. Elle n'arrive toutefois pas à enchaîner et est sortie au 3e tour de Miami par Lindsay Davenport,.
Sur la terre battue, elle n'arrive pas à défendre son titre à Berlin et perd dès le 1er tour à Rome contre Tsvetana Pironkova. Comme en 2007, elle brille à Roland-Garros. Elle domine ses premiers tours en expédiant les rencontres avec facilité. En demi-finale, elle est opposée à sa compatriote Jelena Janković et brigue le trône de no 1 mondiale à seulement 20 ans. Grâce à sa victoire 6-4, 3-6, 6-4 sur la no 3 mondiale, Ivanović se qualifie pour la finale du tournoi et est assurée d'être au sommet du classement WTA au lendemain du tournoi,. Le set perdu contre Janković est le seul qu'elle cède dans le tournoi, Ivanović dominant sa finale contre Dinara Safina qu'elle remporte en deux sets 6-4, 6-3,,,. Justine Henin, récente retraitée des cours de tennis, lui remet le trophée. Deux jours après son succès, Ivanović est célébrée en vedette par des milliers de supporteurs à Belgrade. Depuis le balcon de l'hôtel de ville, elle déclare à la foule : « C'est un moment unique, je m'en souviendrai toute ma vie ». Cette victoire lui offre un nouveau statut de vedette internationale.
Blessée aux adducteurs, Ivanović doit renoncer à jouer à Eastbourne, l'un des tournois préparatifs pour Wimbledon. Sous la pression de son nouveau statut, elle est poussée dans ses retranchements par la Française Nathalie Dechy au deuxième tour de ce tournoi majeur, bien qu'elle gagne la partie après 3 h 24 de combat. Épuisée par son effort, elle s'incline 1-6, 4-6 le lendemain au 3e tour face à la 133e mondiale Zheng Jie. Après deux semaines de vacances à la suite de son élimination à Wimbledon, Ivanović se blesse au pouce en s'entraînant avec des hommes à Majorque,,.
En préparation pour les Jeux olympiques de Pékin, elle ne peut défendre son titre à Los Angeles et doit céder la première place mondiale à sa compatriote Janković la semaine suivante,,. Contrariée par sa blessure au pouce, elle renonce aux Jeux olympiques,,. Si elle retrouve la place de no 1 mondiale dès le 18 août, elle perd de nouveau son statut trois semaines plus tard après son élimination surprise au deuxième tour de l'US Open contre la Française Julie Coin. Son élimination est retentissante puisque, tête de série no 1 du tournoi et no 1 mondiale, elle est l'une des favorites au début du tournoi. Son malaise se poursuit en Asie où elle connaît une tournée en demi-teinte, éliminée d'entrée à Tokyo, en quarts à Pékin et dès son premier match à Moscou. De retour en Europe, elle retrouve son niveau, perdant en demi-finale du tournoi de Zurich, avant de décrocher le 3e titre de sa saison à Linz en battant Vera Zvonareva. Qualifiée pour les Masters de Doha, elle perd ses deux premiers matchs de poule et déclare forfait pour la troisième rencontre,,,.

### Années difficiles (2009-2011)

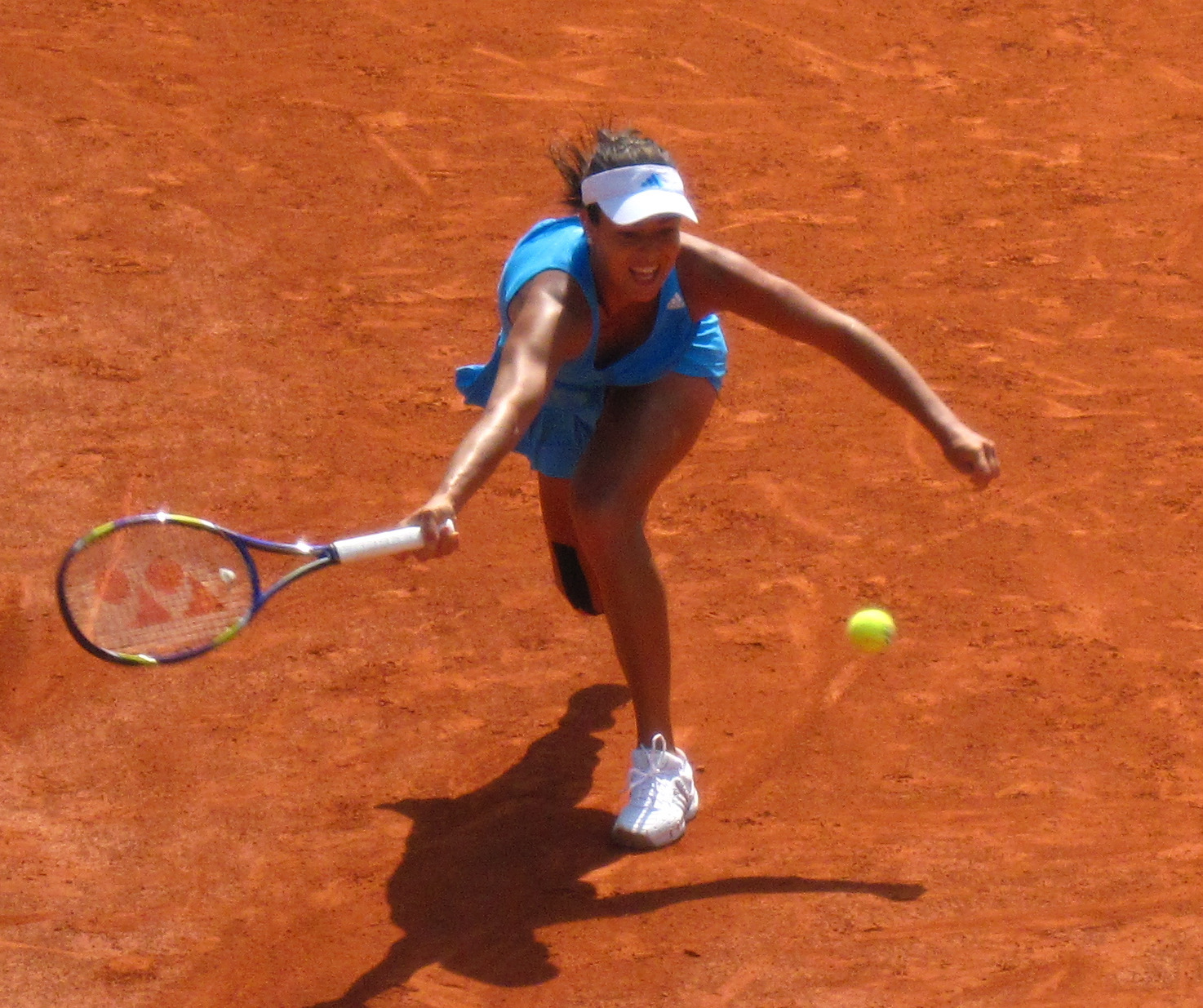
Ana Ivanović à Roland-Garros en 2009.

La saison 2009 débute par une contre-performance à l'Open d'Australie, Ivanović connaît une désillusion avec une défaite prématurée face à la Russe Alisa Kleybanova, incapable de maintenir un niveau de jeu constant et régulier. Début février, elle participe à la victoire de la Serbie en Fed Cup contre le Japon. Elle recrute un nouvel entraîneur, Craig Kardon, qui a travaillé avec Martina Navratilova et Lindsay Davenport,. En mars, elle atteint la finale à l'Indian Wells, où elle est tenante du titre, et s'incline contre Vera Zvonareva. Fin avril, elle offre un point à son pays en Fed Cup lors de la victoire de la Serbie contre l'Espagne. Grâce à cette victoire, la Serbie se qualifie pour le groupe mondial de Fed Cup. Après une défaite contre Serena Williams au tournoi de Dubaï, Ana Ivanović se sépare de son entraîneur Sven Gröneveld,.
Pour son premier tournoi sur terre battue à Rome, elle échoue dès le troisième tour contre Agnieszka Radwańska. Une blessure au genou droit l'empêche de participer à l'open de Madrid. Elle conclut sa saison sur terre battue à Roland-Garros par une large défaite en huitième de finale contre Victoria Azarenka. Les contre-performances s'enchaînent sur les cours de gazon, avec une élimination au premier tour du tournoi d'Eastbourne, et un abandon au quatrième tour à Wimbledon. Opposée à Venus Williams, elle est limitée par une blessure aux ischio-jambiers et nettement dominée par l'Américaine jusqu'à ce qu'elle quitte le terrain en pleurs au début du deuxième set, contrainte à l'abandon,,. Après son élimination dès le premier tour de l'US Open par Kateryna Bondarenko, sa première défaite au premier tour dans l'un des quatre tournois du Grand Chelem, elle décide de faire une pause avec le tennis. Elle annonce dans la presse serbe : « Il est temps pour moi de prendre un peu de recul. Je veux provisoirement oublier le tennis ».
Lors de son retour à la compétition, elle doit s'incliner au premier tour du tournoi de Tokyo face à Lucie Šafářová en deux sets. Une semaine plus tard, elle déclare forfait pour l'Open de Chine à cause d'une infection respiratoire. Après avoir déclaré forfait avant de jouer à Pékin, elle décide de mettre un terme à sa saison : « Mon forfait à Pékin vient mettre un terme à une saison très décevante. Depuis mon arrivée en Asie, j'ai dû batailler avec ma santé. C'est vraiment une grosse déception car j'espérais voir des progrès avant la fin de la saison ».

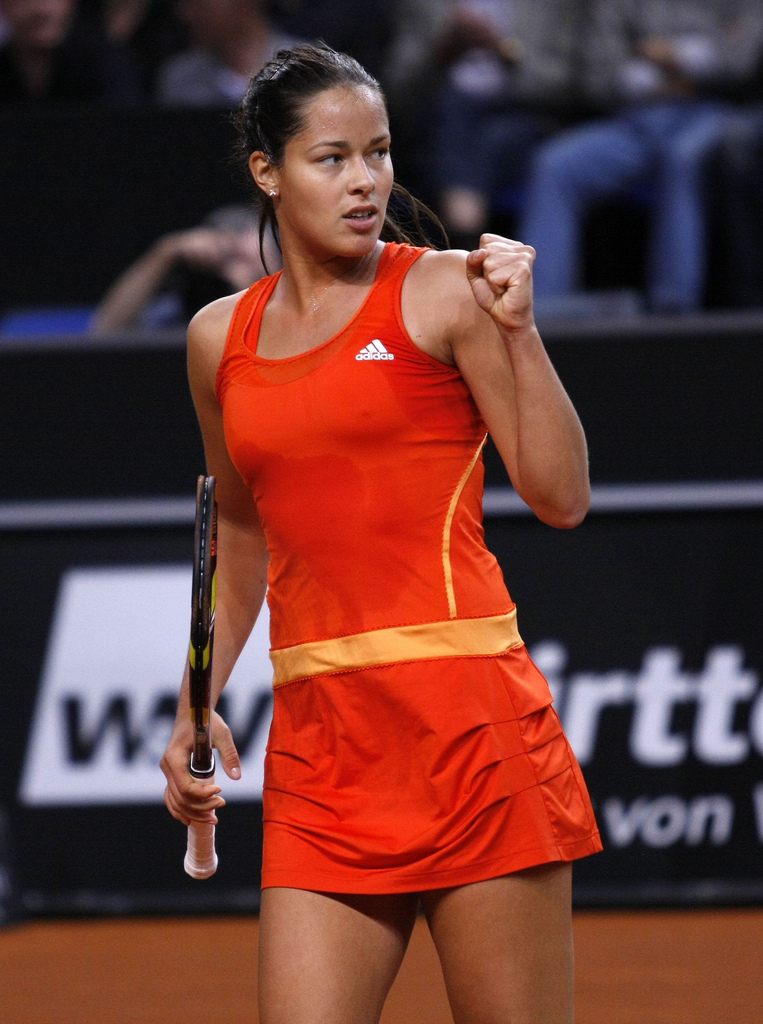
Ana Ivanović commence sa saison de terre battue en 2010.

Comme en 2009, Ana Ivanović multiplie les défaites prématurées sur la première partie de la saison 2010, lui faisant perdre sa confiance. Ses ambitions pour la saison sont hautes, elle déclare début janvier avoir pour objectif de gagner un Grand Chelem. Après avoir achevé son tournoi de Brisbane en demi-finale face à Justine Henin,, elle quitte l'Open d'Australie dès le deuxième tour après avoir multiplié les fautes directes et les double-fautes face à Gisela Dulko,,,. Même si elle change d'entraîneur pour le Suisse Heinz Günthardt,,, les déceptions s'accumulent sur la tournée américaine. Elle perd dès le premier tour à Indian Wells et dès le deuxième tour à Miami.
Sa saison sur terre battue n'est pas meilleure. À Stuttgart, Ivanović s'incline une nouvelle fois d'entrée, batture en deux sets par Agnieszka Radwańska. À Rome, la Serbe crée la surprise en éliminant Victoria Azarenka, l'une des favorites, puis domine Elena Dementieva et Nadia Petrova, avant d'échouer en demi-finale face à María José Martínez Sánchez. Invitée et exemptée de premier tour, elle chute d'entrée face à sa compatriote Jelena Janković à Madrid, puis est sèchement battue par Alisa Kleybanova 3-6, 0-6 à Roland-Garros, décevant les attentes placées en elle deux années auparavant.
Elle s'incline d'entrée à Wimbledon face à Shahar Peer,, puis enchaîne une série de défaites aux premiers tours à Stanford et San Diego. La Serbe a un regain de forme à l'Open de Cincinnati, son parcours s'arrête en demi-finale par une torsion à la cheville après une semaine convaincante. Non tête de série, blessée, elle est peu attendue à l'US Open. Pourtant, elle se hisse jusqu'en huitièmes de finale. Elle connaît une période difficile lors de la tournée asiatique avec une sortie au premier tour à Séoul et au deuxième à Tokyo. Elle se hisse jusqu'en quart de finale à Pékin mais perd face à Caroline Wozniacki, future lauréate et nouvelle no 1 mondiale. Invitée par le tournoi de Linz après le forfait de Serena Williams, Ivanović soulève le trophée pour la deuxième fois de sa carrière après son succès en 2008, après avoir expédié sa finale face à Patty Schnyder sur le score de 6-1, 6-2,,.
Sa victoire au tournoi de Linz lui permet d'être qualifiée directement pour le tournoi international des championnes sans passer par les qualifications. Elle confirme cependant son regain de forme en battant respectivement Anastasia Pavlyuchenkova puis Kimiko Date pour valider sa place en finale. Au terme d'un match intense contre Alisa Kleybanova, Ana Ivanović remporte la finale sur le score de 6-2, 7-65 et conquiert son dixième titre WTA,. Ce résultat lui permet de terminer l'année 2010 à la 17e place mondiale.
Ana Ivanović commence la saison 2011 en participant à la Hopman Cup avec son compatriote et ami d'enfance Novak Djokovic. Premiers de leur poule, ils ne peuvent défendre leur place en finale à cause de la blessure abdominale d'Ana Ivanović contractée lors de sa rencontre contre Justine Henin. Elle participe à la rencontre de gala Rally for Relief pour lever des fonds pour les victimes des inondations au Queensland,. Après avoir été éliminée au premier tour de l'Open d'Australie par la Russe Ekaterina Makarova,, 10 jeux à 8 dans le troisième set, elle enchaîne les désillusions, perdant en quart de finale à Pattaya et au premier tour à Dubaï.
Sans entraîneur officiel, Ana Ivanović entame sa tournée américaine avec Darren Cahill, embauché par Adidas pour la conseiller, et le Français Olivier Morel comme partenaire d'entraînement,,. Elle atteint les quarts de finale à Indian Wells après avoir battu sa compatriote Jelena Janković au 3e tour avant de s'incliner devant Marion Bartoli. Elle atteint le quatrième tour à Miami où elle est opposée à la no 2 mondiale Kim Clijsters. Alors qu'elle mène 5-1 et 40-0 dans le troisième set, elle ne convertit pas ses balles de match et s'incline finalement 6-4, 3-6, 7-6,. Elle avoue avoir eu du mal à digérer cette défaite et avoir pleuré et cassé sa raquette après la rencontre. Ana Ivanović participe ensuite à la Fed Cup et apporte le point du premier simple dans le match de barrage contre la Slovaquie. Forcée de se retirer du deuxième simple à cause de douleurs aux abdominaux lorsqu'elle frappe du côté revers, elle assiste depuis le banc à la victoire de sa équipe.
Sa saison sur terre battue débute par une défaite au premier tour à Madrid contre l'Américaine Bethanie Mattek-Sands après avoir mené 6-0, 3-1. Sortie par Yanina Wickmayer au deuxième tour du tournoi de Rome, forfait pour les internationaux de Strasbourg à cause d'une inflammation au poignet gauche, elle paraît très peu préparée pour le deuxième tournoi du Grand Chelem de l'année, Roland-Garros, où elle s'incline dès le premier tour face à la Suédoise Johanna Larsson.
Elle réalise un bon départ sur gazon à Birmingham où elle enchaîne les victoires jusqu'en demi-finale, puis subit la loi de Venus Williams dès le deuxième tour à Eastbourne,. À Wimbledon, Ana passe deux tours avant de s'incliner face à Petra Cetkovská,. Après cette petite déception, Ana se sépare d'Olivier Morel et s'octroie les services de l'Anglais Nigel Sears,,. Elle change ses habitudes alimentaires pour suivre le régime « gluten free » développé par son ami Novak Djokovic.
Après une élimination au 1er tour face à Ayumi Morita à Stanford, la joueuse serbe prend sa revanche face à la Japonaise la semaine suivante et se hisse jusqu'aux demi-finales du tournoi de San Diego,. Non tête de série à Toronto et Cincinnati, elle s'incline respectivement aux troisième et deuxième tours en deux sets secs face à Roberta Vinci et Nadia Petrova après des succès contre des joueuses issues des qualifications. À l'US Open, Ivanović effectue son meilleur parcours en Grand Chelem depuis sa victoire à Roland-Garros, s'inclinant au quatrième tour face à Serena Williams, future finaliste du tournoi.
Après l'US Open, Ana Ivanović est battue au troisième tour par Maria Kirilenko à Tokyo, abandonne en quart de finale en Chine, est surprise par Anne Keothavong au Luxembourg avant de terminer sa saison sur une note positive en remportant le tournoi international des championnes face à Anabel Medina Garrigues.

### Inconstance et coups d'éclat (2012-2015)
Ivanović commence sa saison 2012 à Brisbane où elle est éliminée en huitièmes de finale par la Belge Kim Clijsters sur le score de 6-1, 1-6, 6-3 alors que la Serbe menait 3 jeux à rien dans la dernière manche. La semaine suivante, elle est éliminée dès le premier tour à Sydney. Elle retrouve un peu de couleurs à l'Open d'Australie, premier Grand Chelem de la saison, où elle est éliminée en huitièmes de finale par Petra Kvitová,.

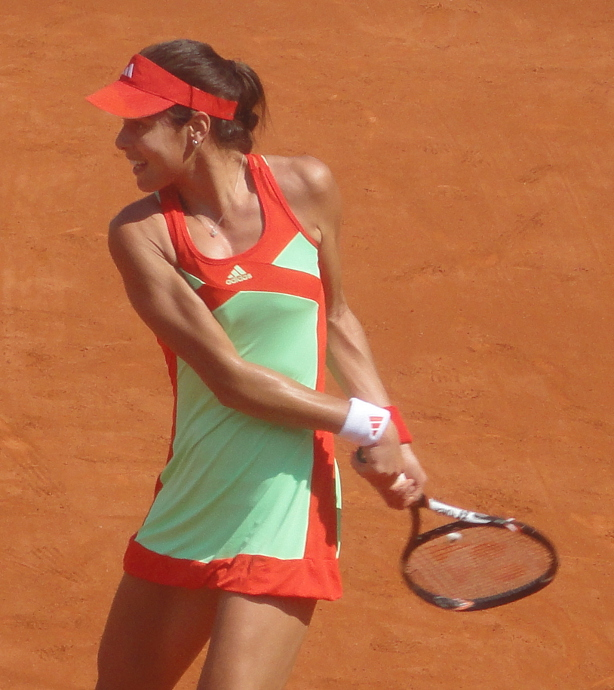
Ana Ivanović à Roland-Garros en 2012.

Ana Ivanović s'octroie quelques semaines de pause avant de jouer l'Open de Doha. Après avoir bénéficié de l'abandon de Carla Suárez Navarro au premier tour, elle est éliminée dès le deuxième tour. La semaine suivante, à Dubaï, Ivanović atteint les quarts de finale, ne cédant que face à Caroline Wozniacki au terme d'un match disputé malgré les 51 fautes directes de la Serbe. À Indian Wells, Ivanović élève son niveau de jeu et enchaîne les victoires. Elle crée la surprise en battant Wozniacki et Marion Bartoli en deux sets, la première fois qu'elle bat deux joueuses du top 10 dans un même tournoi. Souffrant à la hanche gauche, elle abandonne en demi-finale. Défaite par Venus Williams en huitièmes de finale à Miami, Ana Ivanović se classe 14e au classement général au début de la saison sur terre battue,.
Un mois plus tard, Ana Ivanović défend les couleurs de l'équipe de Serbie en demi-finale de la Fed Cup. Elle perd une rencontre en simple contre Svetlana Kuznetsova et en gagne une contre Anastasia Pavlyuchenkova pour contribuer à la qualification de la Serbie en finale de la Fed Cup pour la toute première fois de son histoire. Surprise d'entrée par Mona Barthel à Stuttgart,, elle sort en huitièmes de finale à Madrid, et à Rome. Après un encourageant début de tournoi aux Internationaux de France, Ana Ivanović s'incline dès le troisième tour face à l'Italienne Sara Errani, future lauréate du tournoi, à qui elle prend le premier set sur le score de 6 à 1,.
À Wimbledon, elle élimine successivement María José Martínez Sánchez, Kateryna Bondarenko et Julia Görges avant de s'incliner sèchement 6-1, 6-0 face à Victoria Azarenka. De retour sur les courts de Wimbledon pour les Jeux olympiques, elle atteint les huitièmes de finale du tournoi en battant Christina McHale et Elena Baltacha avant de perdre face à Kim Clijsters sur le score de 6-3, 6-4. Une semaine plus tard, elle perd 0-6, 0-6 contre Roberta Vinci au premier tour de la Coupe Rogers. Elle s'illustre néanmoins en fin de saison avec un quart de finale à l'US Open en battant successivement Elina Svitolina, Sofia Arvidsson, Sloane Stephens et Tsvetana Pironkova. Son parcours s'arrête face à la future lauréate du tournoi Serena Williams sur le score de 6-1, 6-3,. Cette performance à l'US Open est sa meilleure en Grand Chelem depuis sa victoire à Roland-Garros en 2008 et lui permet d'avoir atteint les quarts de finale de chacun des quatre tournois majeurs. Elle confirme sa bonne forme en atteignant les demi-finales du tournoi de Moscou. Le dernier grand moment de sa saison est la finale de la Fed Cup opposant la Serbie et la République tchèque emmenée par Petra Kvitová et Lucie Šafářová. Si Ivanović parvient à gagner un match de simple en battant Kvitová, no 8 mondiale, la Serbie s'incline sur le score de 3 manches à 1.

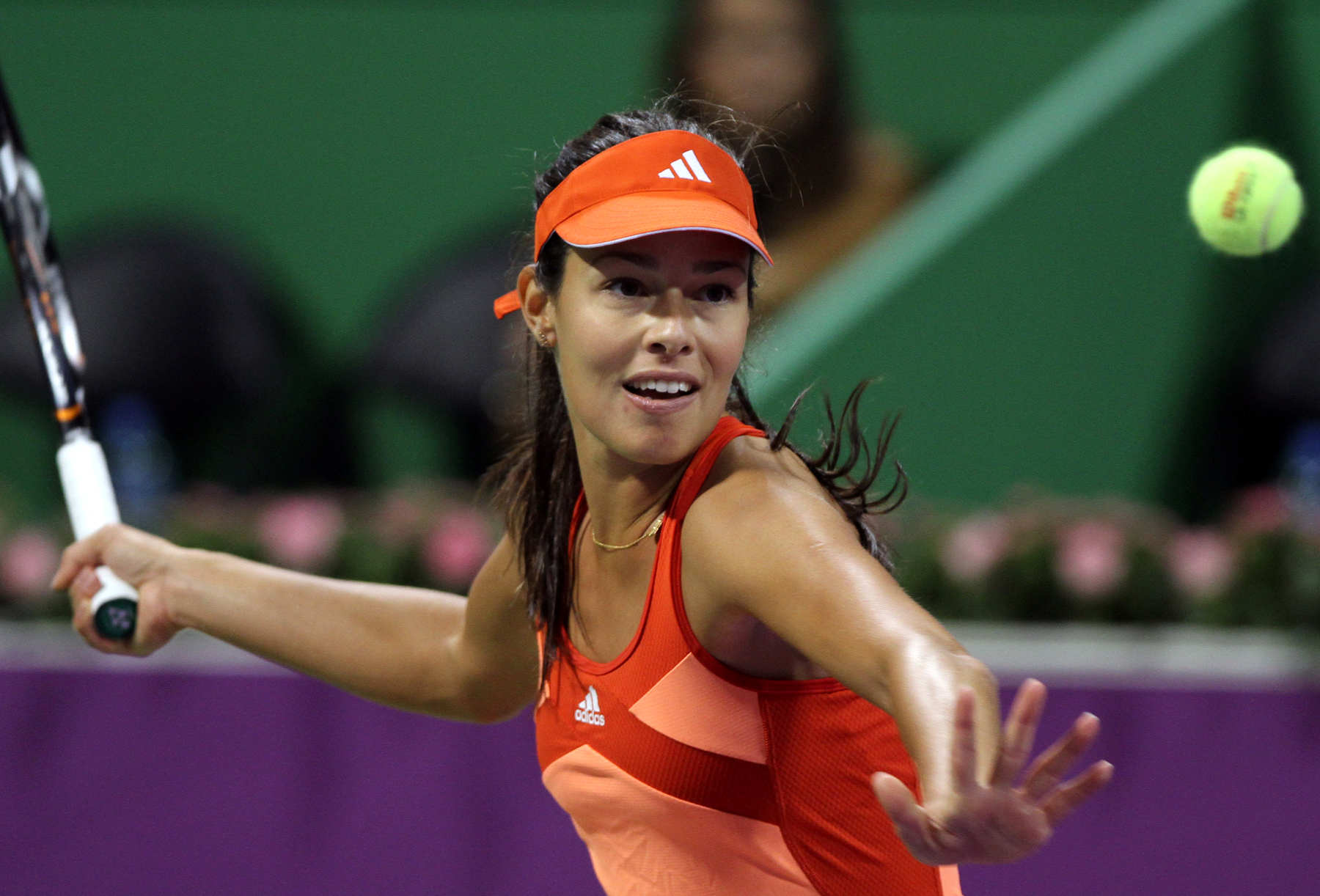
Ana Ivanović concentrée sur la balle lors du tournoi de Doha de 2013.

En 2013, à nouveau, la Serbe commence l'année en jouant l'Hopman Cup avec Novak Djokovic. L'équipe serbe se hisse jusqu'en finale avant d'échouer contre les Espagnols,. En simple, elle bat Francesca Schiavone, Ashleigh Barty, Tatjana Malek et s'incline contre Anabel Medina Garrigues en finale. À l'Open d'Australie, elle élimine Melinda Czing, Chan Yung-jan et Jelena Janković avant de chuter en huitième de finale contre la Polonaise Agnieszka Radwańska. Favorite à l'Open de Pattaya, elle sort du tournoi au premier tour contre la Japonaise Ayumi Morita,. Son niveau lui permet d'atteindre les huitièmes de finale à Doha, Dubaï et Miami ainsi qu'un troisième tour à Indian Wells.
De retour en Europe pour la saison sur terre battue, elle enchaîne les bonnes performances, apportant deux points à la Serbie en barrages de la Fed Cup contre l'Allemagne à Stuttgart, puis atteignant les quarts de finale du tournoi, toujours à Stuttgart. Battue 5-7, 6-4, 4-6 par la no 2 mondiale Maria Sharapova, elle la retrouve quelques jours plus tard au même stade à l'Open de Madrid pour une nouvelle défaite. Ces bons résultats retombent avec une élimination dès le premier tour des Internationaux d'Italie et en huitième de finale à Roland-Garros en s'inclinant 2-6, 4-6 face à Agnieszka Radwańska après avoir éliminé Petra Martić, Mathilde Johansson et Virginie Razzano.
Ana réalise une mauvaise saison sur gazon, s'inclinant au premier tour du tournoi d'Eastbourne face à Elena Vesnina et au deuxième tour de Wimbledon, où elle est tête de série no 12, face à la Canadienne Eugenie Bouchard,,. Début juillet 2013, elle se sépare de son coach, Nigel Sears, expliquant qu'elle avait besoin de changement car elle ne progressait pas,,.
Elle joue la tournée américaine sans entraîneur, préférant travailler avec son équipe et son sponsor. À Carlsbad, elle élimine Dominika Cibulková, Coco Vandeweghe et Roberta Vinci avant d'échouer en demi-finale face à Victoria Azarenka après avoir remporté le premier set 6-0,. À Toronto, Ana chute en huitième de finale contre Li Na bien qu'elle ait construit une avance de 5 jeux à 2 dans le troisième set. À l'Open de Cincinnati, elle est battue au premier tour par Alizé Cornet sur le score de 6-2, 68-7, 4-6 après avoir mené 6-2, 5-2 et eu 5 balles de match dans le deuxième set. À la fin de la saison, elle fait de Kontic son entraîneur à temps plein.
Ana Ivanović commence la saison 2014 en triomphant au tournoi d'Auckland après une lutte acharnée contre Venus Williams dans une finale remportée 6-2, 5-7, 6-4 après une partie marathon de 2 h 19. Ce titre, le premier depuis le tournoi de Bali 2011, lui permet de remonter à la 14e place du classement mondial. Une semaine plus tard, à l'Open d'Australie, elle utilise la confiance obtenue à Auckland pour passer les tours. Après un premier set perdu au tie-break contre l'Australienne Samantha Stosur au troisième tour, Ana Ivanović effectue un retour et domine la championne locale 68-7, 6-4, 6-2. Opposée à la no 1 mondiale Serena Williams en huitième de finale, Ivanović crée la sensation du tournoi en remportant le match 4-6, 6-3, 6-3, aidée par la blessure au dos de son adversaire,. Ce beau parcours prend fin au tour suivant contre Eugenie Bouchard,. Juste après son élimination, Ivanović déclare forfait à l'Open GDF Suez à cause d'une blessure à la hanche gauche. La joueuse serbe reprend la compétition à Doha où elle se fait prématurément sortir par Klára Koukalová au 2e tour. Poursuivant par l'Open de Dubaï, elle engrange une victoire sur Angelique Kerber — no 8 mondiale — avant d'être balayée par Venus Williams. Battue par Sloane Stephens au deuxième tour du tournoi d'Indian Wells et par Petra Kvitová en huitième de finale à l'Open de Miami, Ivanović finit bien sa tournée sur dur aux États-Unis en soulevant le trophée au tournoi de Monterrey.

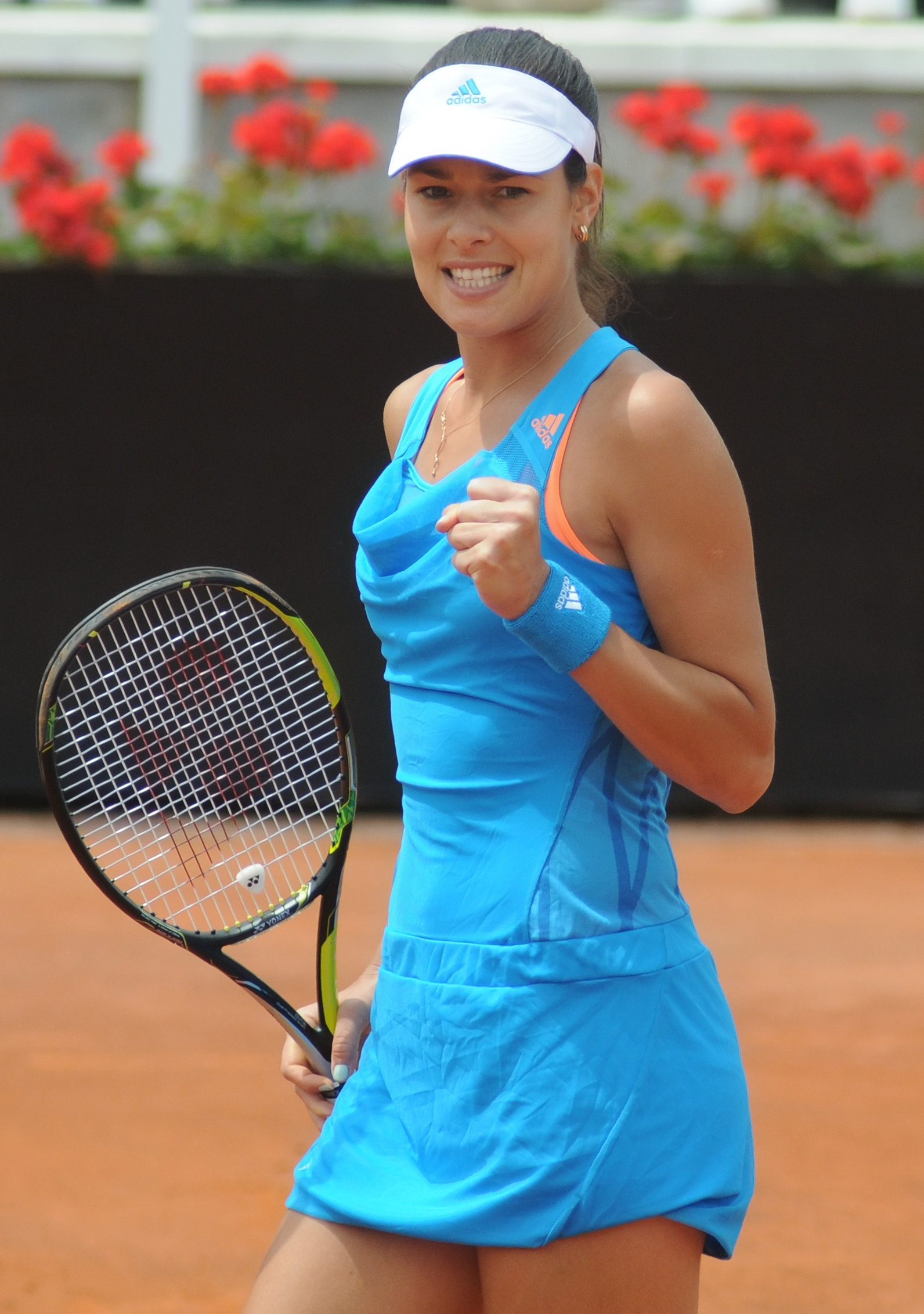
Ana Ivanović à Rome en 2014

Ana Ivanović entame ensuite sa saison sur terre battue par le tournoi de Stuttgart. Elle parvient à se hisser en finale en battant successivement Sabine Lisicki, Julia Görges, Svetlana Kuznetsova et sa compatriote Jelena Janković avant d'être battue 3-6, 6-4, 6-1 par Maria Sharapova. À Madrid, son chemin s'arrête en quart de finale, battue par Simona Halep. À Rome la semaine suivante, elle est mise en difficulté par Alizé Cornet dès le deuxième tour avant de s'imposer, prend sa revanche sur Maria Sharapova en huitième de finale en la dominant 6-1, 6-4, mettant un terme à une série de 12 défaites consécutives contre la Russe. Son parcours s'arrête en demi-finale face à la no 1 mondiale Serena Williams. Aux Internationaux de France, elle bat Caroline Garcia et Elina Svitolina avant de s'incliner au troisième tour face à Lucie Šafářová.
Elle enchaîne rapidement avec la saison sur gazon à Birmingham. Exemptée de premier tour, elle domine ses adversaires toute la semaine, éliminant tour à tour Mona Barthel (6-4, 6-1), Lauren Davis (6-1, 6-1), Klára Koukalová (6-1, 6-4), Zhang Shuai (6-2, 6-2) et Barbora Strýcová (6-3, 6-2) pour s'adjuger son premier titre en carrière sur gazon et le 14e de sa carrière,. À Wimbledon, Ana Ivanović atteint le troisième tour après avoir battu Francesca Schiavone et Zheng Jie mais elle s'incline face à l'Allemande Sabine Lisicki, spécialiste du gazon et finaliste de l'édition précédente,. Après le tournoi, elle se sépare de son entraîneur Nemanja Kontić et le remplace par Dejan Petrović.
Ivanović commence la deuxième tournée américaine par le tournoi de Stanford où elle prend sa revanche sur Sabine Lisicki et bat Carol Zhao avant de s'incliner face à Serena Williams en quart de finale. Après avoir été surprise par l'Américaine Coco Vandeweghe au deuxième tour à Montréal, la Serbe atteint la finale de l'Open de Cincinnati, égalant sa meilleure performance dans les tournois majeurs hors Grand Chelems. Avant d'être dominée par Serena Williams en finale, elle bat Sorana Cîrstea, Christina McHale, Svetlana Kuznetsova, Elina Svitolina et Maria Sharapova pour la deuxième fois en 2014. À la suite de ce bon parcours, elle réintègre le top 10 du classement mondial à la 9e place. Elle confirme sa bonne forme en Asie. La Serbe va jusqu'en demi-finale en Chine et remporte l'Open de Tokyo en dominant Caroline Wozniacki en finale. Ce titre, le quatrième de sa saison, est le quinzième et dernier tournoi remporté par Ana Ivanović sur le circuit WTA. Qualifiée pour le Masters, elle est éliminée en phase de poules malgré deux victoires contre Eugenie Bouchard et Simona Halep. Elle termine la saison au cinquième rang du classement mondial.

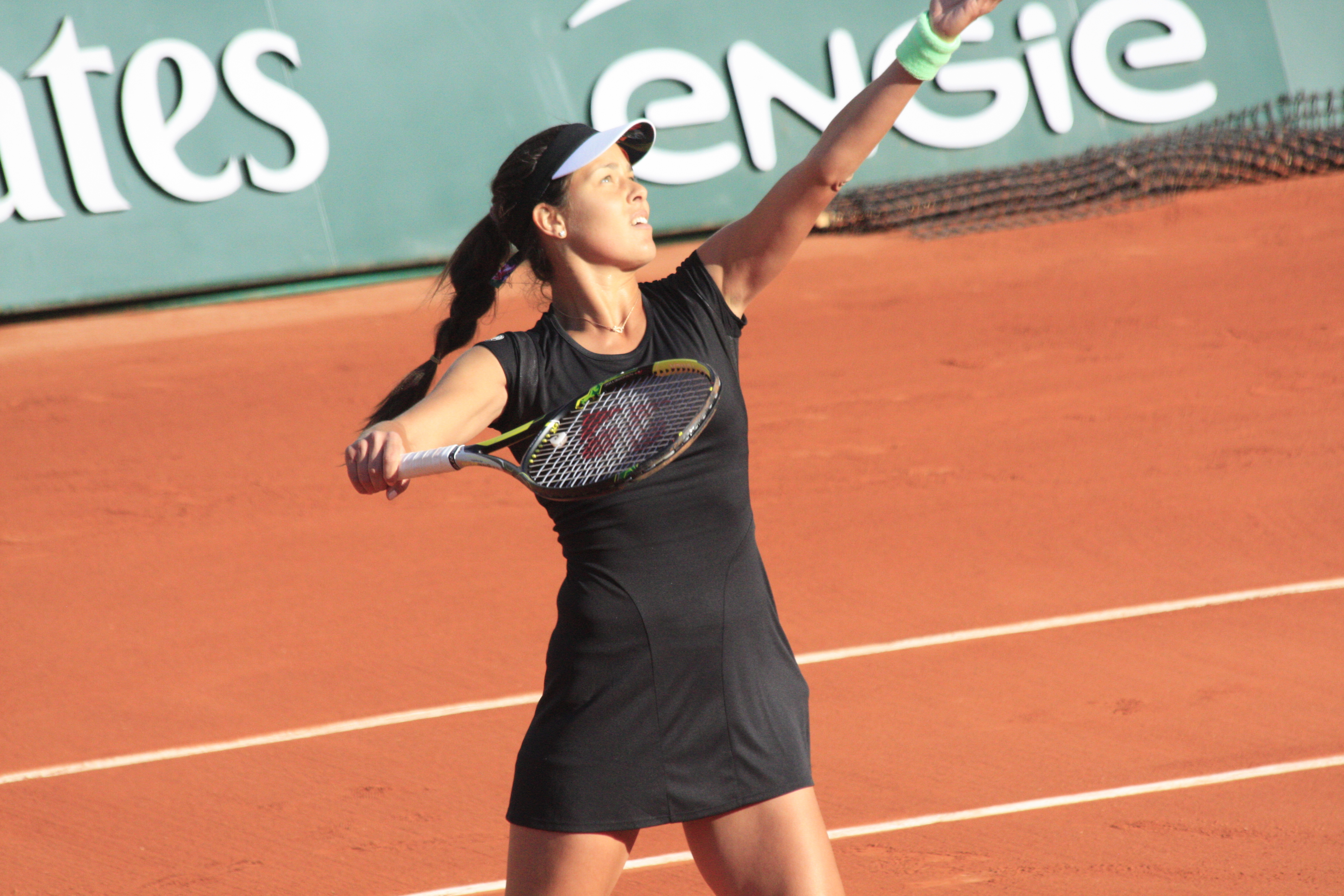
Ana Ivanović au service à Roland-Garros en 2015.

Comme lors de la saison précédente, Ana Ivanović commence l'année 2015 par de nombreux succès qui la propulsent en finale de l'Open de Brisbane qu'elle perd 64-7, 6-3, 6-3 dans une partie accrochée contre Maria Sharapova. Elle sort dès le premier tour du premier Grand Chelem de la saison en Australie contre la joueuse issue des qualifications Lucie Hradecká sur le score de 1-6, 6-3, 6-2. Blessée à un orteil, sa progression est arrêtée.
Éliminée trois fois consécutivement par Caroline Garcia à Monterrey, Indian Wells et Stuttgart,. Ivanović se sépare de son entraîneur Dejan Petrović avant le tournoi de Madrid où elle enchaîne deux victoires pour la première fois en deux mois. Tête de série no 7 à Roland-Garros, elle bat Yaroslava Shvedova et Misaki Doi en trois sets, Donna Vekić en ne perdant que trois jeux, la Russe Ekaterina Makarova — no 9 mondiale — sur le score de 7-5, 3-6, 6-1,, et l'Ukrainienne Elina Svitolina 6-3, 6-2 en tout juste 1 h 15 pour se qualifier pour les demi-finales du tournoi du Grand Chelem,. Elle s'incline finalement 7-5, 7-5 contre Lucie Šafářová aux portes de la finale.
Sa saison sur gazon est courte avec des défaites au deuxième tour à Birmingham et Wimbledon, respectivement contre Michelle Larcher de Brito et Bethanie Mattek-Sands. Fin juillet, elle retrouve Nigel Sears comme entraîneur pour la fin de saison. Quart de finaliste à Toronto et Cincinnati, Ivanović est éliminée au premier tour de l'US Open par Dominika Cibulková. Cette contre-performance la fait sortir du top 10. En fin d'année, sur la tournée asiatique à Pékin, elle réalise un bon parcours en atteignant les demi-finales, perdant seulement face à Timea Bacsinszky. Cette défaite met fin à sa course pour la qualification aux Masters de tennis féminin. Elle finit sa saison au 16e rang mondial.

### Fin de carrière (2016)
Ana Ivanović commence l'année 2016 par deux défaites au premier tour à Auckland et Sydney. Ces résultats la font chuter à la 22e place du classement WTA. À l'Open d'Australie, elle s'incline au 3e tour face à Madison Keys. Elle atteint les demi-finales du tournoi de Saint-Pétersbourg, et les quarts de finale au tournoi de Dubaï, ses meilleurs résultats de la saison, avec notamment un succès sur Simona Halep. Elle n'avance pas plus loin que le troisième tour aux tournois d'Indian Wells, de Miami, de Stuttgart, de Madrid et de Rome. À Roland-Garros, elle s'impose face à Océane Dodin puis Kurumi Nara avant de s'incliner au troisième tour face à Elina Svitolina sur le score de 4-6, 4-6. Elle se hisse en quarts de finale du tournoi de Majorque après des victoires face à Pauline Parmentier et Sara Sorribes Tormo.
Sortie d'entrée à Wimbledon, par la Russe Ekaterina Alexandrova, 149e mondiale, et à l'US Open, elle met un terme à sa saison bien décevante en termes de résultats, gênée par une fracture d'un orteil et une blessure récurrente à un poignet. Le 28 décembre, Ana Ivanović annonce la fin de sa carrière professionnelle sur son compte Facebook. À 29 ans, elle justifie sa décision par des problèmes physiques qui l'empêchent de jouer à son meilleur niveau.

## Style de jeu

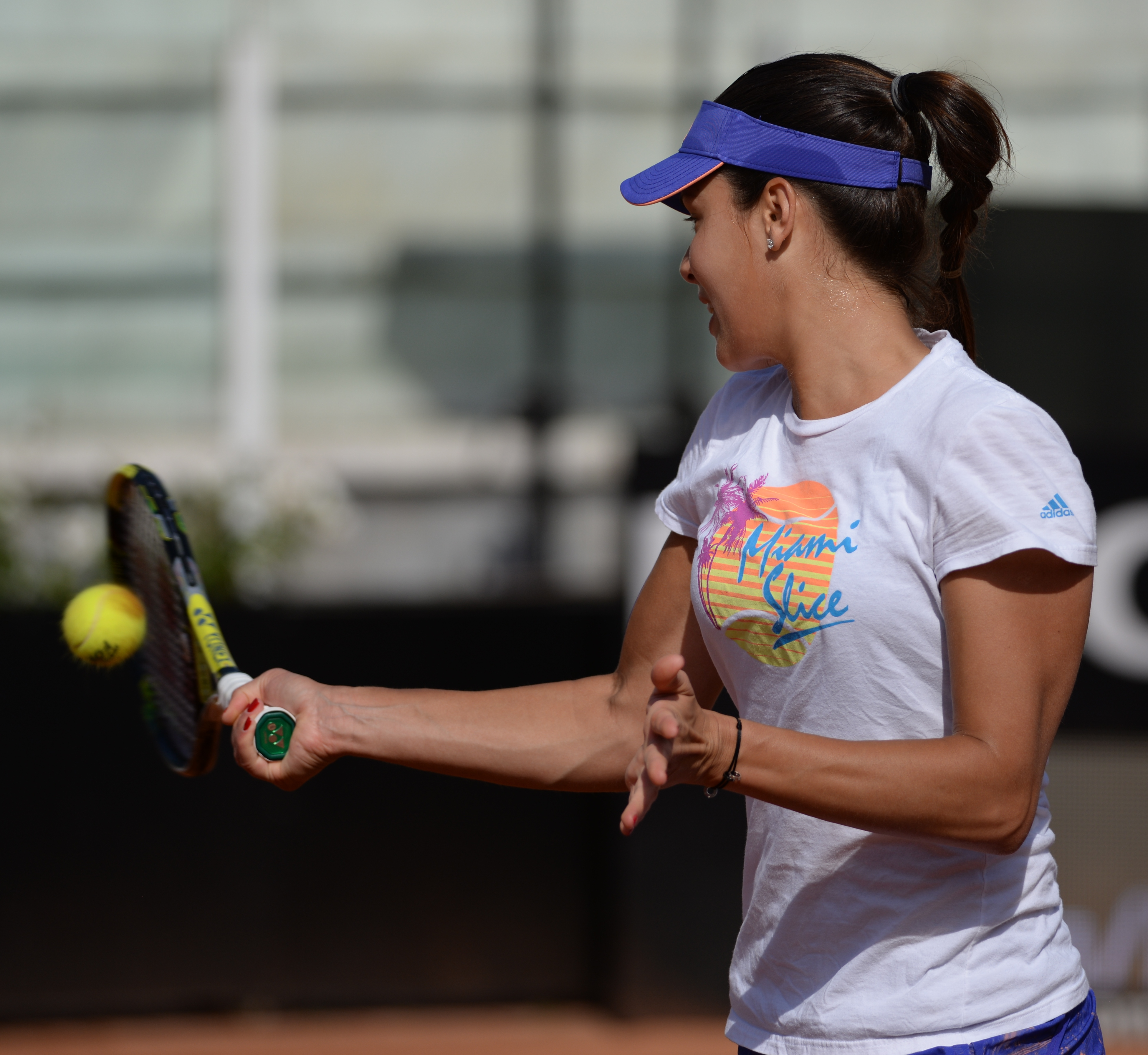
Ana Ivanović frappe un coup droit à l'entraînement à Rome en 2015.

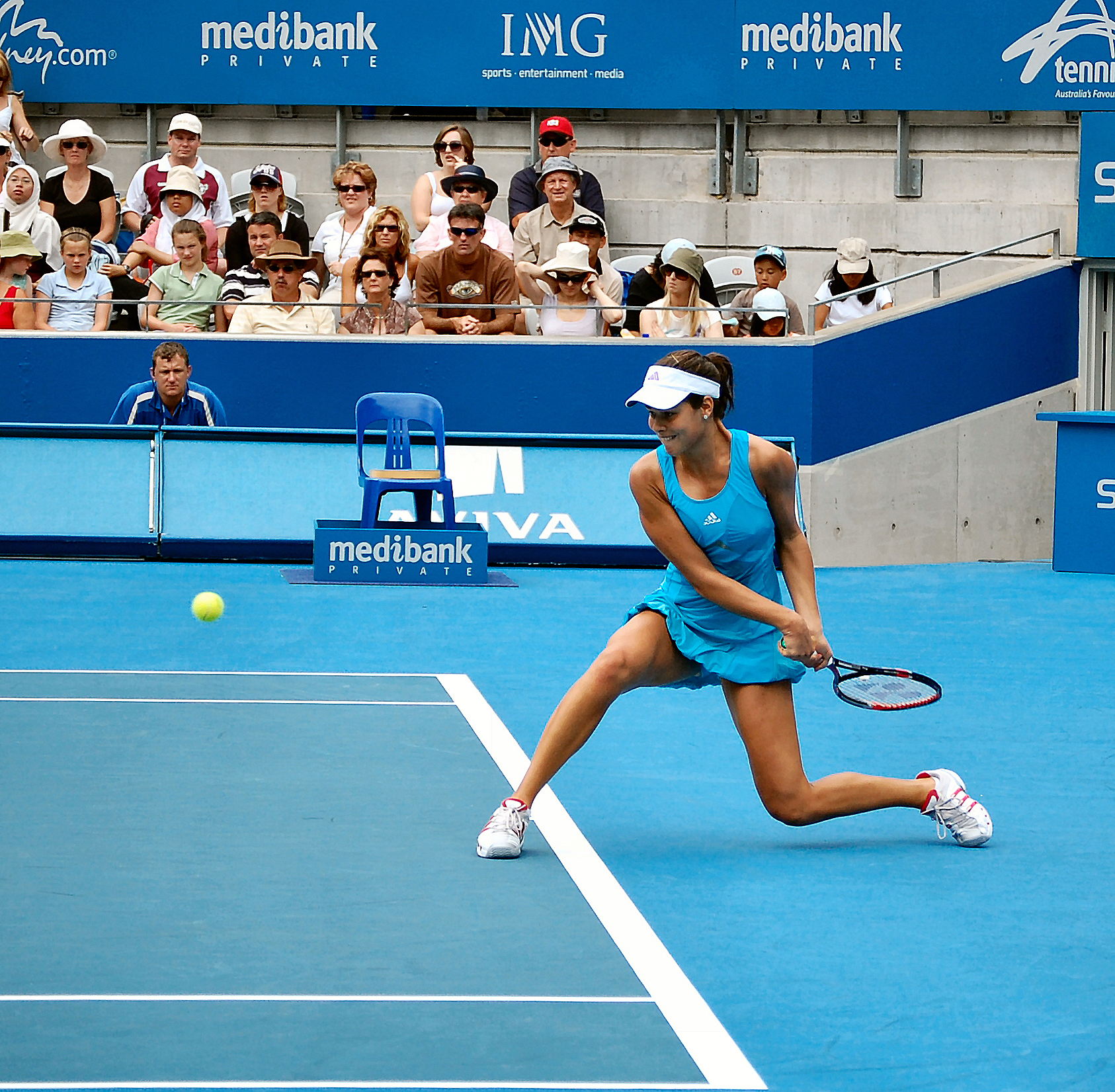
Revers d'Ivanović lors du tournoi de Sydney en 2008.

Le style de jeu d'Ana Ivanović lui permet de gagner des tournois sur toutes les surfaces. La terre battue lui permet d'utiliser de manière optimale son coup le plus fort, le coup droit, en lui donnant plus de temps pour se placer et frapper avec puissance. Son jeu agressif du fond du court consiste à raccourcir les échanges en une à deux frappes de balle grâce à un service puissant, une très grande force de frappe et une agression constante au retour. En 2005, Amélie Mauresmo déclare « elle aime prendre la balle tôt, mettre de la pression et de la lourdeur dans les frappes ». Ce style de jeu agressif et physique est exigeant et nécessite une condition physique optimale. Pour Darren Cahill en 2015, Ivanović peut battre n'importe qui lorsqu'elle joue son service et son coup droit à son meilleur niveau. Capable de monter très vite au filet et de terminer le point à la volée, elle est somme toute très efficace même dans les situations compliquées, par exemple dans le jeu en demi-volée. Elle se déplace bien en fond de court pour une joueuse de sa taille qui lui permet d’être solide dans des situations défensives,,. Lors de la victoire de Garbine Muguruza à Roland-Garros en 2016, le jeu de l'Espagnole est comparé à celui d'Ivanović.
Ana dispose de l'un des services les plus puissants du circuit professionnel féminin,. Il dépasse régulièrement les 180 km/h. Sa taille, 1,84 m, est l'un des atouts qui lui permet d'être aussi puissante,. À Roland-Garros, elle a servi une première à 201 km/h,. Nadia Petrova le fait remarquer en 2005 : « Ivanović mesure une tête de plus que la plupart d'entre nous, cela lui donne plus de force au service ». Elle dispose de trois services différents : à plat, avec du slice et le service lifté, qu'elle réalise avec le même début de geste, rendant difficile la lecture de ses adversaires. Pendant sa carrière, Ana éprouve de nombreuses difficultés au service. En plus de la nervosité, son lancer de balle très irrégulier lui vaut de nombreuses doubles fautes,,,. Il tend à dévier sur sa droite. Elle enchaîne les entraîneurs qui lui donnent des conseils différents, rendant ses gestes confus,,. Dans plusieurs rencontres, elle lance et rattrape la balle à plusieurs reprises avant de servir, l'obligeant même à frapper la balle sur des lancers très moyens. En 2012, Nigel Sears se concentre sur l'alignement de ses épaules et son rythme pour améliorer son service.
Ivanović frappe son coup droit de manière très agressive, à plat, avec prise assez fermée appelée semi-western, c'est-à-dire le bas de la paume appliquée sur le méplat droit du manche, le pouce et l'index formant un V. Cette prise lui permet de jouer différents coups droits soit à plat soit avec du lift. En 2007, Nadia Petrova juge son coup droit comme de loin le meilleur du circuit. Son agressivité en fond de court lui fait préférer les frappes soit totalement à plat ou soit à plat recouvert, ce qui peut nuire à sa régularité du fond du terrain dans ses mauvais jours,. Le rythme, la puissance et la régularité de son coup droit ont un impact important sur ses résultats,.
Son revers à deux mains est l'un de ses points faibles de son jeu. Elle a tendance à garder ses coudes assez proches de son corps, ce qui l'empêche de bien passer ses bras, et à avoir des appuis ouverts, avec le poids du corps vers l'arrière, ce qui ne garantit pas une frappe solide et régulière. Si ce coup reste plus ou moins solide et puissant, la joueuse serbe préfère souvent utiliser son coup droit, son jeu de jambes lui permettant de « tourner autour de son revers ». Elle essaye d'améliorer son revers au fil du temps et aussi grâce à l'entraîneur Heinz Günthardt avec qui elle a beaucoup travaillé le slice avec son revers à une main, une arme supplémentaire dans les situations défensives mais surtout un excellent coup pour briser les offensives de l'adversaire sur son revers, dû au rebond très bas résultant de cet effet.

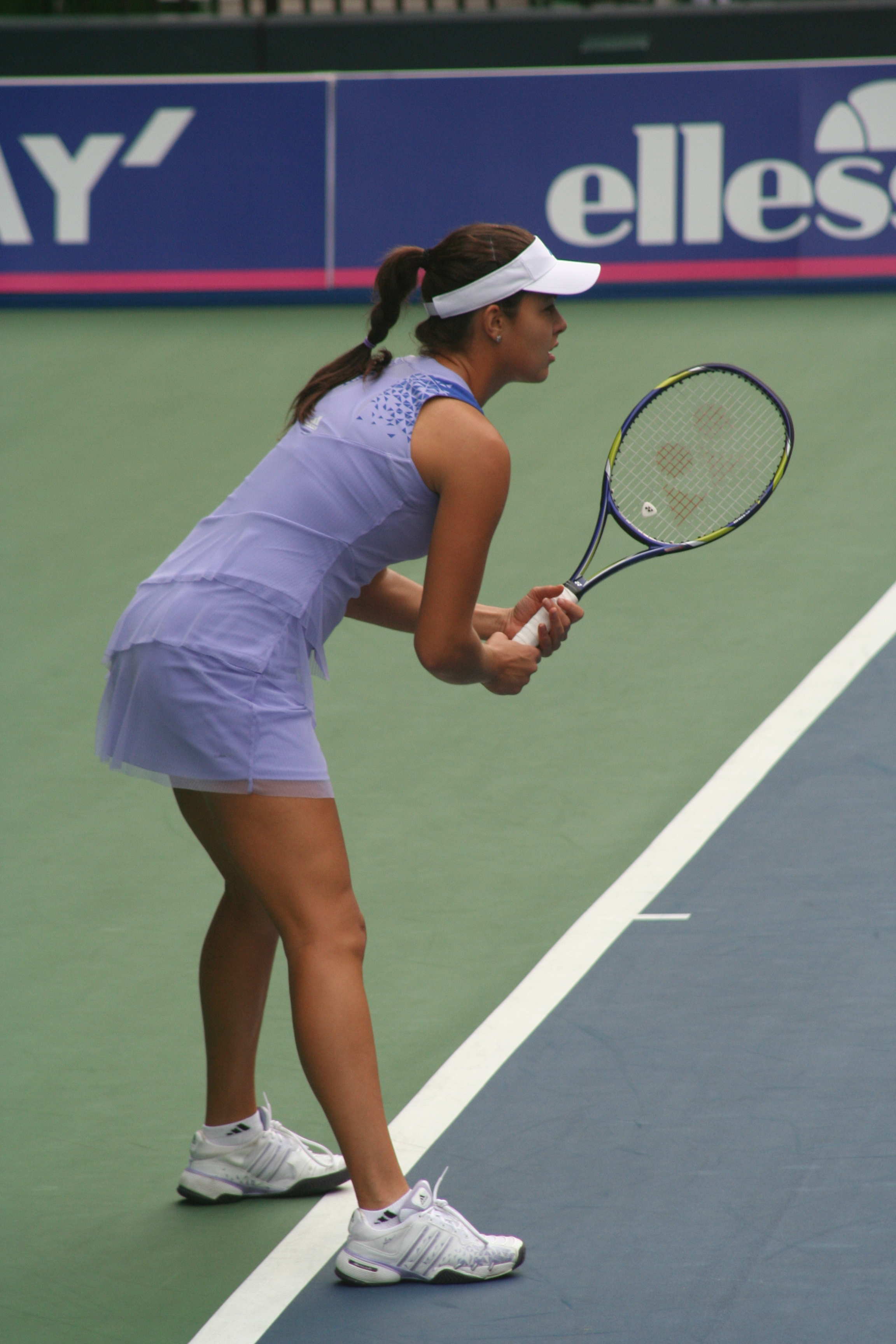
Ana Ivanović dans sa position très particulière au retour à Tokyo.

Au retour de service, Ana se caractérise par une position régulièrement décalée vers la droite côté égalité ou vers la gauche côté avantage. Elle peut rester dans cette position selon le type de serveuse en face mais il lui arrive aussi de beaucoup bouger, du moins sautiller durant la boucle de son adversaire pour par exemple se replacer vers le centre. Elle prend beaucoup de risques au retour, ce qui lui vaut d'être irrégulière dans ce secteur de jeu et explique aussi ses difficultés face à des joueuses possédant un très bon service telles que les sœurs Williams, mais aussi ses grandes difficultés sur gazon, qui demande entre autres d'avoir des qualités de relanceuse très pointues.
Ana possède une qualité de volée correcte. Sa qualité en fond de court lui permet malgré tout de monter dans de très bonnes conditions sans être trop mise en difficulté. Souvent après un décalage coup droit, il n'est pas rare de la voir enchaîner au filet pour une volée facile grâce au travail préparatoire effectué avec ses frappes en percussion. Elle possède un assez bon toucher au filet et peut réaliser des demi-volées de grande qualité.
Le mental est un facteur important du niveau de jeu d'Ana Ivanović. Elle fait preuve d'un mental fluctuant, éprouvant des difficultés à gagner lorsqu'elle est favorite. Il lui arrive de craquer au moment de conclure le match. Au contraire, parfois nettement dominée, elle arrive à retourner des situations mal engagées, comme lors de la demi-finale de l'Open d'Australie 2008 contre Daniela Hantuchová remportée alors qu'elle est menée 6-0, 2-0,. Elle a tendance à suranalyser ses gestes,,,. Superstitieuse sur les courts et dans sa routine d'avant-match, elle évite de marcher sur les lignes. Ana Ivanović se motive grâce aux « Ajde » qu'elle crie, et au poing qu'elle serre,. Après sa victoire à Roland-Garros, elle connaît une importante perte de confiance qu'elle décrit comme un cercle vicieux. Émotive, elle panique quand elle ne se voit pas progresser. Il lui faudra plusieurs années avant de retrouver la confiance.

## Palmarès
Ana Ivanović remporte 15 des 23 finales de tournois WTA qu'elle atteint en carrière. La principale ligne de son palmarès est sa victoire aux Internationaux de France 2008. Elle consacre deux saisons de progression pour atteindre à trois reprises une finale de Grand Chelem. Battue par Justine Henin lors de l'édition précédente de Roland-Garros, la Serbe utilise son expérience pour battre Dinara Safina après une déconvenue plus tôt dans la saison 2008 à l'Open d'Australie contre Maria Sharapova. Elle met un terme à sa carrière en décembre 2016 après 480 victoires sur le circuit WTA en treize saisons.

### Titres en simple dames
| No | Date       | Nom et lieu du tournoi                        | Catégorie | Dotation    | Surface      | Finaliste           | Score          |          |
| -- | ---------- | --------------------------------------------- | --------- | ----------- | ------------ | ------------------- | -------------- | -------- |
| 1  | 10-01-2005 | Canberra Women’s Classic, Canberra            | Tier V    | 110 000 $   | Dur (ext.)   | Melinda Czink       | 7-5, 6-1       | Parcours |
| 2  | 15-08-2006 | Coupe Rogers Banque Nationale, Montréal       | Tier I    | 1 340 000 $ | Dur (ext.)   | Martina Hingis      | 6-2, 6-3       | Parcours |
| 3  | 07-05-2007 | Qatar Telecom German Open, Berlin             | Tier I    | 1 340 000 $ | Terre (ext.) | Svetlana Kuznetsova | 3-6, 6-4, 7-64 | Parcours |
| 4  | 06-08-2007 | East West Bank Classic Herbalife, Los Angeles | Tier II   | 600 000 $   | Dur (ext.)   | Nadia Petrova       | 7-5, 6-4       | Parcours |
| 5  | 24-09-2007 | FORTIS Championships, Luxembourg              | Tier II   | 600 000 $   | Dur (int.)   | Daniela Hantuchová  | 3-6, 6-4, 6-4  | Parcours |
| 6  | 10-03-2008 | Pacific Life Open, Indian Wells               | Tier I    | 2 100 000 $ | Dur (ext.)   | Svetlana Kuznetsova | 6-4, 6-3       | Parcours |
| 7  | 25-05-2008 | Roland-Garros, Paris                          | G. Chelem | 9 711 335 $ | Terre (ext.) | Dinara Safina       | 6-4, 6-3       | Parcours |
| 8  | 20-10-2008 | Generali Ladies, Linz                         | Tier II   | 600 000 $   | Dur (int.)   | Vera Zvonareva      | 6-2, 6-1       | Parcours |
| 9  | 11-10-2010 | Generali Ladies, Linz                         | Intern'l  | 220 000 $   | Dur (int.)   | Patty Schnyder      | 6-1, 6-2       | Parcours |
| 10 | 04-11-2010 | C. Bank Tournament of Champions, Bali         | Intern'l  | 600 000 $   | Dur (int.)   | Alisa Kleybanova    | 6-2, 7-65      | Parcours |
| 11 | 03-11-2011 | C. Bank Tournament of Champions, Bali         | Intern'l  | 600 000 $   | Dur (int.)   | Anabel Medina       | 6-3, 6-0       | Parcours |
| 12 | 30-12-2013 | ASB Classic, Auckland                         | Intern'l  | 250 000 $   | Dur (ext.)   | Venus Williams      | 6-2, 5-7, 6-4  | Parcours |
| 13 | 31-03-2014 | Monterrey Open, Monterrey                     | Intern'l  | 500 000 $   | Dur (ext.)   | Jovana Jakšić       | 6-2, 6-1       | Parcours |
| 14 | 09-06-2014 | Aegon Classic, Birmingham                     | Premier   | 710 000 $   | Gazon (ext.) | Barbora Z. Strýcová | 6-3, 6-2       | Parcours |
| 15 | 15-09-2014 | Toray Pan Pacific Open, Tokyo                 | Premier   | 1 000 000 $ | Dur (ext.)   | Caroline Wozniacki  | 6-2, 7-62      | Parcours |

### Finales en simple dames
| No | Date       | Nom et lieu du tournoi                      | Catégorie | Dotation    | Surface         | Vainqueure       | Score          |          |
| -- | ---------- | ------------------------------------------- | --------- | ----------- | --------------- | ---------------- | -------------- | -------- |
| 1  | 29-01-2007 | Toray Pan Pacific Open, Tokyo               | Tier I    | 1 340 000 $ | Moquette (int.) | Martina Hingis   | 6-4, 6-2       | Parcours |
| 2  | 28-05-2007 | Roland-Garros, Paris                        | G. Chelem | 8 978 567 $ | Terre (ext.)    | Justine Henin    | 6-1, 6-2       | Parcours |
| 3  | 14-01-2008 | Australian Open, Melbourne                  | G. Chelem | 8 000 000 $ | Dur (ext.)      | Maria Sharapova  | 7-5, 6-3       | Parcours |
| 4  | 11-03-2009 | BNP Paribas Open, Indian Wells              | PREMIER*  | 4 500 000 $ | Dur (ext.)      | Vera Zvonareva   | 7-65, 6-2      | Parcours |
| 5  | 07-10-2013 | Generali Ladies, Linz                       | Intern'l  | 235 000 $   | Dur (int.)      | Angelique Kerber | 6-4, 7-66      | Parcours |
| 6  | 21-04-2014 | Porsche Tennis Grand Prix, Stuttgart        | Premier   | 710 000 $   | Terre (int.)    | Maria Sharapova  | 3-6, 6-4, 6-1  | Parcours |
| 7  | 11-08-2014 | Western & Southern Open, Cincinnati         | Premier 5 | 2 567 000 $ | Dur (ext.)      | Serena Williams  | 6-4, 6-1       | Parcours |
| 8  | 04-01-2015 | Brisbane International by Suncorp, Brisbane | Premier   | 1 000 000 $ | Dur (ext.)      | Maria Sharapova  | 6-74, 6-3, 6-3 | Parcours |

### Titre en double dames
Aucun.

### Finale en double dames
| No | Date       | Nom et lieu du tournoi  | Catégorie | Dotation  | Surface      | Vainqueures      | Partenaire      | Score         |          |
| -- | ---------- | ----------------------- | --------- | --------- | ------------ | ---------------- | --------------- | ------------- | -------- |
| 1  | 19-06-2006 | Ordina Open Bois-le-Duc | Tier III  | 175 000 $ | Gazon (ext.) | Yan Zi Zheng Jie | Maria Kirilenko | 3-6, 6-2, 6-2 | Parcours |

### Finale en double mixte
| No | Date       | Nom et lieu du tournoi       | Catégorie | Dotation      | Surface    | Vainqueures                     | Partenaire     | Score        |          |
| -- | ---------- | ---------------------------- | --------- | ------------- | ---------- | ------------------------------- | -------------- | ------------ | -------- |
| 1  | 29-12-2012 | Hyundai Hopman Cup XXV Perth | ITF       | 1 000 000 AU$ | Dur (int.) | Anabel Medina Fernando Verdasco | Novak Djokovic | 2 matchs à 1 | Parcours |

## Résultats détaillés
Après sa victoire à Roland-Garros en 2008, Ana Ivanović enchaîne les déceptions en Grand Chelem pour ne jamais retrouver la finale d'un des quatre tournois majeurs. Qualifiée à trois reprises pour les Masters en 2007, 2008 et 2014, la Serbe ne peut faire mieux qu'une demi-finale perdue contre Justine Henin lors de sa première participation. Athlète olympique à Londres et Rio après son forfait pour blessure à Pékin, elle ne brille pas lors de ses deux participations. L'une des joueuses les plus capées de l'équipe de Serbie de Fed Cup, elle termine sa carrière avec un bilan de 20 victoires pour 9 défaites en sélection nationale. Ivanović est la première joueuse de son pays à avoir gagné une rencontre lors d'une finale de Fed Cup, avec son succès sur Petra Kvitová en 2012.

## Parcours en Grand Chelem

### Victoires (2)
| Année | Tournoi       | Adversaire en finale | Score    |
| 2008  | Roland-Garros | Dinara Safina        | 6-4, 6-3 |

### Finales (2)
| Année | Tournoi          | Adversaire en finale | Score    |
| 2007  | Roland-Garros    | Justine Henin        | 1-6, 2-6 |
| 2008  | Open d'Australie | Maria Sharapova      | 5-7, 3-6 |

### En simple dames
| Année | Open d'Australie | Open d'Australie    | Internationaux de France | Internationaux de France | Wimbledon       | Wimbledon             | US Open         | US Open             |
| ----- | ---------------- | ------------------- | ------------------------ | ------------------------ | --------------- | --------------------- | --------------- | ------------------- |
| 2005  | 3e tour (1/16)   | Amélie Mauresmo     | 1/4 de finale            | Nadia Petrova            | 3e tour (1/16)  | Mary Pierce           | 2e tour (1/32)  | María Vento         |
| 2006  | 2e tour (1/32)   | Samantha Stosur     | 3e tour (1/16)           | Anastasia Myskina        | 4e tour (1/8)   | Amélie Mauresmo       | 3e tour (1/16)  | Serena Williams     |
| 2007  | 3e tour (1/16)   | Vera Zvonareva      | Finale                   | Justine Henin            | 1/2 finale      | Venus Williams        | 4e tour (1/8)   | Venus Williams      |
| 2008  | Finale           | Maria Sharapova     | Victoire                 | Dinara Safina            | 3e tour (1/16)  | Zheng Jie             | 2e tour (1/32)  | Julie Coin          |
| 2009  | 3e tour (1/16)   | Alisa Kleybanova    | 4e tour (1/8)            | Victoria Azarenka        | 4e tour (1/8)   | Venus Williams        | 1er tour (1/64) | Kateryna Bondarenko |
| 2010  | 2e tour (1/32)   | Gisela Dulko        | 2e tour (1/32)           | Alisa Kleybanova         | 1er tour (1/64) | Shahar Peer           | 4e tour (1/8)   | Kim Clijsters       |
| 2011  | 1er tour (1/64)  | Ekaterina Makarova  | 1er tour (1/64)          | Johanna Larsson          | 3e tour (1/16)  | Petra Cetkovská       | 4e tour (1/8)   | Serena Williams     |
| 2012  | 4e tour (1/8)    | Petra Kvitová       | 3e tour (1/16)           | Sara Errani              | 4e tour (1/8)   | Victoria Azarenka     | 1/4 de finale   | Serena Williams     |
| 2013  | 4e tour (1/8)    | Agnieszka Radwańska | 4e tour (1/8)            | Agnieszka Radwańska      | 2e tour (1/32)  | Eugenie Bouchard      | 4e tour (1/8)   | Victoria Azarenka   |
| 2014  | 1/4 de finale    | Eugenie Bouchard    | 3e tour (1/16)           | Lucie Šafářová           | 3e tour (1/16)  | Sabine Lisicki        | 2e tour (1/32)  | Karolína Plíšková   |
| 2015  | 1er tour (1/64)  | Lucie Hradecká      | 1/2 finale               | Lucie Šafářová           | 2e tour (1/32)  | Bethanie Mattek-Sands | 1er tour (1/64) | Dominika Cibulková  |
| 2016  | 3e tour (1/16)   | Madison Keys        | 3e tour (1/16)           | Elina Svitolina          | 1er tour (1/64) | Ekaterina Alexandrova | 1er tour (1/64) | Denisa Allertová    |

À droite du résultat, l’ultime adversaire.

### En double dames
| Année | Open d'Australie | Open d'Australie | Internationaux de France     | Internationaux de France | Wimbledon                     | Wimbledon                    | US Open                    | US Open                      |
| ----- | ---------------- | ---------------- | ---------------------------- | ------------------------ | ----------------------------- | ---------------------------- | -------------------------- | ---------------------------- |
| 2005  | -                | -                | 1er tour (1/32) Tina Križan  | S. Cohen Selima Sfar     | 3e tour (1/8) Tina Križan     | Nadia Petrova M. Shaughnessy | -                          | -                            |
| 2006  | -                | -                | -                            | -                        | 1er tour (1/32) M. Kirilenko  | J. Janković Tina Križan      | 3e tour (1/8) M. Kirilenko | M. Navrátilová Nadia Petrova |
| 2007  | -                | -                | 1er tour (1/32) M. Kirilenko | J. Janković Li Na        | 1er tour (1/32) D. Hantuchová | Chan Yung-Jan Chuang C.J.    | -                          | -                            |
| 2011  | -                | -                | -                            | -                        | 2e tour (1/16) A. Petkovic    | Nadia Petrova An. Rodionova  | -                          | -                            |

Sous le résultat, la partenaire ; à droite, l’ultime équipe adverse.

### En double mixte
| Année | Open d'Australie          | Open d'Australie             | Internationaux de France  | Internationaux de France | Wimbledon | Wimbledon | US Open                     | US Open                      |
| ----- | ------------------------- | ---------------------------- | ------------------------- | ------------------------ | --------- | --------- | --------------------------- | ---------------------------- |
| 2005  | -                         | -                            | 2e tour (1/8) N. Zimonjić | C. Morariu Jared Palmer  | -         | -         | -                           | -                            |
| 2006  | 2e tour (1/8) N. Djokovic | E. Likhovtseva Daniel Nestor | -                         | -                        | -         | -         | -                           | -                            |
| 2011  | -                         | -                            | -                         | -                        | -         | -         | 1er tour (1/16) N. Zimonjić | Chan Yung-Jan M. Fyrstenberg |

Sous le résultat, le partenaire ; à droite, l’ultime équipe adverse.

## Parcours en «Premier Mandatory» et «Premier 5»
Découlant d'une réforme du circuit WTA inaugurée en 2009, les tournois WTA « Premier Mandatory » et « Premier 5 » constituent les catégories d'épreuves les plus prestigieuses, après les quatre levées du Grand Chelem.

### En simple dames
| Année |              | Premier Mandatory           | Premier Mandatory            | Premier Mandatory          | Premier Mandatory          |       | Premier 5 | Premier 5                   | Premier 5                    | Premier 5                    | Premier 5                 | Premier 5 | Premier 5                         |
| Année | Indian Wells | Miami                       | Madrid                       | Pékin                      |                            | Dubaï | Rome      | Canada                      | Cincinnati                   |                              | Tokyo                     |           |                                   |
| Année | Indian Wells | Miami                       | Madrid                       | Pékin                      |                            | Doha  | Rome      | Canada                      | Cincinnati                   |                              | Wuhan                     |           |                                   |
| Année | Indian Wells | Miami                       | Madrid                       | Pékin                      |                            |       | Rome      | Canada                      | Cincinnati                   |                              |                           |           |                                   |
| 2009  |              | Finale V. Zvonareva         | 3e tour (1/16) A. Szávay     |                            |                            |       |           | 1/4 de finale S. Williams   | 3e tour (1/8) A. Radwańska   | 2e tour (1/16) L. Šafářová   | 2e tour (1/16) M. Czink   |           | 1er tour (1/32) L. Šafářová       |
| 2010  |              | 2e tour (1/32) A. Sevastova | 3e tour (1/16) A. Radwańska  | 2e tour (1/16) J. Janković | 1/4 de finale C. Wozniacki |       |           |                             | 1/2 finale M. J. Martínez    |                              | 1/2 finale K. Clijsters   |           | 2e tour (1/16) M. Bartoli         |
| 2011  |              | 1/4 de finale M. Bartoli    | 4e tour (1/8) K. Clijsters   | 1er tour (1/32) B. Mattek  | 1/4 de finale A. Radwańska |       |           | 1er tour (1/32) P. Schnyder | 2e tour (1/16) Y. Wickmayer  | 3e tour (1/8) R. Vinci       | 2e tour (1/16) N. Petrova |           | 3e tour (1/8) M. Kirilenko        |
| 2012  |              | 1/2 finale M. Sharapova     | 4e tour (1/8) V. Williams    | 3e tour (1/8) V. Azarenka  | 3e tour (1/8) R. Oprandi   |       |           | 2e tour (1/16) P. Cetkovská | 3e tour (1/8) M. Sharapova   | 2e tour (1/16) R. Vinci      |                           |           | 2e tour (1/16) U. Radwańska       |
| 2013  |              | 3e tour (1/16) M. Barthel   | 4e tour (1/8) S. Errani      | 1/2 finale M. Sharapova    | 2e tour (1/16) P. Hercog   |       |           | 3e tour (1/8) A. Radwańska  | 1er tour (1/32) U. Radwańska | 3e tour (1/8) Li N.          | 1er tour (1/32) A. Cornet |           | 3e tour (1/8) A. Kerber           |
| 2014  |              | 3e tour (1/16) S. Stephens  | 4e tour (1/8) P. Kvitová     | 1/4 de finale S. Halep     | 1/2 finale M. Sharapova    |       |           | 2e tour (1/16) Zakopalová   | 1/2 finale S. Williams       | 2e tour (1/16) C. Vandeweghe | Finale S. Williams        |           | 1er tour (1/32) A. Pavlyuchenkova |
| 2015  |              | 3e tour (1/16) C. Garcia    | 3e tour (1/16) S. Lisicki    | 3e tour (1/8) C. Suárez    | 1/2 finale T. Bacsinszky   |       |           | 3e tour (1/8) Ka. Plíšková  | 2e tour (1/16) D. Gavrilova  | 1/4 de finale B. Bencic      | 1/4 de finale S. Williams |           | 3e tour (1/8) G. Muguruza         |
| 2016  |              | 3e tour (1/16) Ka. Plíšková | 3e tour (1/16) T. Bacsinszky | 2e tour (1/16) L. Chirico  |                            |       |           |                             | 2e tour (1/16) C. McHale     |                              | 1er tour (1/32) D. Vekić  |           |                                   |

Sous le résultat, l’ultime adversaire.

### En double dames
| 2011                                                                           |                                     |                                                                           |   |   |   |   |   |  |   |   |   |                                                                            |   |   |   |   |  |  |  |  |
| 1er tour (1/16) Petkovic \|\| style="text-align:left;" \| Kondratieva Voráčová | 1/4 de finale Petkovic \|\| Forfait | —                                                                         | — | — | — | — | — |  |   | — | — | 2e tour (1/8) Petkovic \|\| style="text-align:left;" \| Azarenka Kirilenko | — | — | — | — |  |  |  |  |
| 2014                                                                           |                                     |                                                                           |   |   |   |   |   |  |   |   |   |                                                                            |   |   |   |   |  |  |  |  |
| —                                                                              | —                                   | 1er tour (1/16) Flipkens \|\| style="text-align:left;" \| Husárová Melzer |   |   |   |   |   |  | — | — |   |                                                                            |   |   |   |   |  |  |  |  |

N.B. : le nom de la partenaire se trouve sous le résultat ; le nom des ultimes adversaires se trouve à droite.

## Parcours aux Masters

### En simple dames
| # | Date       | Nom de l'édition                   | ($)       | Surface    | Résultat               | Ultime adversaire | Score          |          |
| - | ---------- | ---------------------------------- | --------- | ---------- | ---------------------- | ----------------- | -------------- | -------- |
| 1 | 05/11/2007 | Sony Ericsson Championships Madrid | 3 000 000 | Dur (int.) | 1/2 finale             | Justine Henin     | 6-4, 6-4       | Parcours |
| 2 | 04/11/2008 | Sony Ericsson Championships Doha   | 4 450 000 | Dur (ext.) | Round Robin (défaite)  | Jelena Janković   | 6-3, 6-4       | Parcours |
| 2 | 04/11/2008 | Sony Ericsson Championships Doha   | 4 450 000 | Dur (ext.) | Round Robin (défaite)  | Vera Zvonareva    | 6-3, 6-75, 6-4 | Parcours |
| 3 | 20/10/2014 | BNP Paribas WTA Finals Singapour   | 6 500 000 | Dur (int.) | Round Robin (défaite)  | Serena Williams   | 6-4, 6-4       | Parcours |
| 3 | 20/10/2014 | BNP Paribas WTA Finals Singapour   | 6 500 000 | Dur (int.) | Round Robin (victoire) | Eugenie Bouchard  | 6-1, 6-3       | Parcours |
| 3 | 20/10/2014 | BNP Paribas WTA Finals Singapour   | 6 500 000 | Dur (int.) | Round Robin (victoire) | Simona Halep      | 7-67, 3-6, 6-3 | Parcours |

## Parcours aux Jeux olympiques

### En simple dames
| # | Date       | Nom de l'olympiade                  | Surface      | Résultat        | Ultime adversaire    | Score         |          |
| - | ---------- | ----------------------------------- | ------------ | --------------- | -------------------- | ------------- | -------- |
| 1 | 28/07/2012 | Olympic Tennis Event Wimbledon      | Gazon (ext.) | 3e tour (1/8)   | Kim Clijsters        | 6-3, 6-4      | Parcours |
| 2 | 06/08/2016 | Olympic Tennis Event Rio de Janeiro | Dur (ext.)   | 1er tour (1/32) | Carla Suárez Navarro | 2-6, 6-1, 6-2 | Parcours |

### En double mixte
| # | Date       | Nom de l'olympiade             | Surface      | Résultat       | Partenaire     | Ultimes adversaires      | Score    |          |
| - | ---------- | ------------------------------ | ------------ | -------------- | -------------- | ------------------------ | -------- | -------- |
| 1 | 28/07/2012 | Olympic Tennis Event Wimbledon | Gazon (ext.) | 1er tour (1/8) | Nenad Zimonjić | Leander Paes Sania Mirza | 6-2, 6-4 | Parcours |

## Parcours en Fed Cup
| #                                                                    | Date       | Lieu       | Surface      | Gagnante(s)                          | Perdante(s)                  | Score          |          |
|                                                                      |            |            |              |                                      |                              |                |          |
| 2008 - Barrage (groupe mondial II) - Croatie - Serbie - 2 : 3        |            |            |              |                                      |                              |                |          |
| 1                                                                    | 26/04/2008 | Zagreb     | Dur (int.)   | Ana Ivanović                         | Nika Ožegovic                | 7-5, 6-1       | Parcours |
|                                                                      |            |            |              |                                      |                              |                |          |
| 2009 - 1er tour (groupe mondial II) - Serbie - Japon - 4 : 1         |            |            |              |                                      |                              |                |          |
| 2                                                                    | 07/02/2009 | Belgrade   | Dur (int.)   | Ana Ivanović                         | Ai Sugiyama                  | 6-4, 6-4       | Parcours |
| 2                                                                    | 07/02/2009 | Belgrade   | Dur (int.)   | Ana Ivanović                         | Ayumi Morita                 | 6-1, 6-2       | Parcours |
|                                                                      |            |            |              |                                      |                              |                |          |
| 2009 - Barrage (groupe mondial I) - Espagne - Serbie - 0 : 4         |            |            |              |                                      |                              |                |          |
| 3                                                                    | 25/04/2009 | Lérida     | Terre (ext.) | Ana Ivanović                         | Anabel Medina                | 3-6, 6-1, 6-2  | Parcours |
|                                                                      |            |            |              |                                      |                              |                |          |
| 2010 - 1/4 de finale (groupe mondial) - Serbie - Russie - 2 : 3      |            |            |              |                                      |                              |                |          |
| 4                                                                    | 06/02/2010 | Belgrade   | Dur (int.)   | Svetlana Kuznetsova                  | Ana Ivanović                 | 6-1, 6-4       | Parcours |
| 4                                                                    | 06/02/2010 | Belgrade   | Dur (int.)   | Alisa Kleybanova                     | Ana Ivanović                 | 6-2, 6-3       | Parcours |
| 4                                                                    | 06/02/2010 | Belgrade   | Dur (int.)   | Alisa Kleybanova Svetlana Kuznetsova | Ana Ivanović Jelena Janković | 6-1, 6-4       | Parcours |
|                                                                      |            |            |              |                                      |                              |                |          |
| 2011 - Barrage (groupe mondial I) - Slovaquie - Serbie - 2 : 3       |            |            |              |                                      |                              |                |          |
| 5                                                                    | 16/04/2011 | Bratislava | Terre (int.) | Ana Ivanović                         | Daniela Hantuchová           | 6-2, 6-4       | Parcours |
| 5                                                                    | 16/04/2011 | Bratislava | Terre (int.) | Dominika Cibulková                   | Ana Ivanović                 | 6-4, 3-3, ab.  | Parcours |
|                                                                      |            |            |              |                                      |                              |                |          |
| 2012 - 1/2 finale (groupe mondial) - Russie - Serbie - 2 : 3         |            |            |              |                                      |                              |                |          |
| 6                                                                    | 21/04/2012 | Moscou     | Terre (int.) | Svetlana Kuznetsova                  | Ana Ivanović                 | 6-2, 2-6, 6-4  | Parcours |
| 6                                                                    | 21/04/2012 | Moscou     | Terre (int.) | Ana Ivanović                         | A. Pavlyuchenkova            | 3-6, 6-0, 6-3  | Parcours |
|                                                                      |            |            |              |                                      |                              |                |          |
| 2012 - Finale (groupe mondial) - République tchèque - Serbie - 3 : 1 |            |            |              |                                      |                              |                |          |
| 7                                                                    | 03/11/2012 | Prague     | Dur (int.)   | Lucie Šafářová                       | Ana Ivanović                 | 6-4, 6-3       | Parcours |
| 7                                                                    | 03/11/2012 | Prague     | Dur (int.)   | Ana Ivanović                         | Petra Kvitová                | 6-3, 7-5       | Parcours |
|                                                                      |            |            |              |                                      |                              |                |          |
| 2013 - Barrage (groupe mondial I) - Allemagne - Serbie - 3 : 2       |            |            |              |                                      |                              |                |          |
| 8                                                                    | 20/04/2013 | Stuttgart  | Terre (int.) | Ana Ivanović                         | Mona Barthel                 | 7-65, 2-6, 6-2 | Parcours |
| 8                                                                    | 20/04/2013 | Stuttgart  | Terre (int.) | Ana Ivanović                         | Angelique Kerber             | 7-5, 7-5       | Parcours |
|                                                                      |            |            |              |                                      |                              |                |          |
| 2014 - Barrage (groupe mondial II) - Roumanie - Serbie - 4 : 1       |            |            |              |                                      |                              |                |          |
| 9                                                                    | 19/04/2014 | Bucarest   | Terre (ext.) | Sorana Cîrstea                       | Ana Ivanović                 | 3-6, 6-1, 6-2  | Parcours |
| 9                                                                    | 19/04/2014 | Bucarest   | Terre (ext.) | Ana Ivanović                         | Simona Halep                 | 6-3, 7-62      | Parcours |
|                                                                      |            |            |              |                                      |                              |                |          |
| 2015 - Barrage (groupe mondial II) - Serbie - Paraguay - 4 : 1       |            |            |              |                                      |                              |                |          |
| 10                                                                   | 18/04/2015 | Novi Sad   | Dur (int.)   | Ana Ivanović                         | Montserrat González          | 6-2, 6-0       | Parcours |

### Classements WTA en fin de saison
| Année | 2003 | 2004 | 2005 | 2006 | 2007 | 2008 | 2009 | 2010 | 2011 | 2012 | 2013 | 2014 | 2015 | 2016 |
| Rang  | 705  | 97   | 16   | 14   | 4    | 5    | 22   | 17   | 22   | 13   | 16   | 5    | 16   | 65   |

| # | Précédée par    | Dates                   | Suivie par      | Nombre de semaines | Cumul |
| - | --------------- | ----------------------- | --------------- | ------------------ | ----- |
| 1 | Maria Sharapova | 09/06/2008 - 10/08/2008 | Jelena Janković | 9                  | 9     |
| 2 | Jelena Janković | 18/08/2008 - 07/09/2008 | Serena Williams | 3                  | 12    |

| Année | 2005 | 2006 | 2007 | 2008 | 2009 | 2010 | 2011 | 2012 | 2013 | 2014 | 2015 | 2016 |
| Rang  | 133  | 52   | 916  | -    | -    | -    | 160  | -    | -    | 521  | 574  | 471  |

## Récompenses et distinctions
Révélée sur le circuit professionnel féminin en 2004, la joueuse de tennis Ana Ivanović est désignée comme la joueuse ayant le plus progressé aux WTA Awards dès la saison suivante à seulement 17 ans, récompensant sa progression jusqu'à la 17e place mondiale. Deux ans plus tard, elle gagne à nouveau cette récompense et devient la deuxième femme à obtenir deux fois cette récompense après Arantxa Sánchez Vicario.
Récompensée pour sa sportivité sur les cours en 2007 avec le Karen Krantzcke Sportsmanship Award, Ana Ivanović est la révélation de la saison 2008. Joueuse de l'année pour l'Association internationale de la presse sportive, la WTA la reconnaît comme l’ambassadrice de la saison avec le trophée Diamond ACES. Toujours en 2008, elle reçoit le Michael Westphal Award par les lecteurs du German Tennis Magazine.
En plus de ses qualités tennistiques, la Serbe se distincte pour sa beauté, désignée Miss Sport Beauty par le magazine serbe Blic en 2005, la plus belle joueuse de tennis de la chaîne Tennis Channel en 2006 ou encore est élue « le plus beau corps d'une sportive » par les lecteurs du journal allemand Bild. Elle est sélectionnée à trois reprises dans le classement annuel des 100 femmes les plus sexy du monde par le magazine FHM, 23e en 2008, 11e en 2009 et 55e en 2010,.
En juin 2011, elle est sélectionnée par le magazine Time dans une liste de trente légendes du tennis féminin. Deux mois après la fin de sa carrière, elle est honorée de l'ordre de l'Étoile de Karageorge en Serbie par le président de la république de Serbie Tomislav Nikolić. Entre les deux demi-finales du tournoi féminin des Internationaux de France de tennis 2017, une cérémonie est organisée pour célébrer Ana Ivanović et ses adieux au tennis,.

## Revenus
| Année    | Grand Chelem | Tournois WTA | Gains        | Position |
| -------- | ------------ | ------------ | ------------ | -------- |
| 2003     | 0            | 0            | 2 630 $      | 732      |
| 2004     | 0            | 0            | 58 010 $     | 166      |
| 2005     | 0            | 1            | 472 547 $    | 29       |
| 2006     | 0            | 1            | 671 616 $    | 20       |
| 2007     | 0            | 3            | 1 960 354 $  | 4        |
| 2008     | 1            | 3            | 3 119 640 $  | 4        |
| 2009     | 0            | 0            | 914 725 $    | 16       |
| 2010     | 0            | 2            | 774 025 $    | 24       |
| 2011     | 0            | 1            | 746 925 $    | 28       |
| 2012     | 0            | 0            | 1 001 752 $  | 16       |
| 2013     | 0            | 0            | 1 055 383 $  | 24       |
| 2014     | 0            | 4            | 2 317 649 $  | 12       |
| 2015     | 0            | 0            | 1 898 722 $  | 13       |
| 2016     | 0            | 0            | 516 809 $    | 68       |
| Carrière | 1            | 15           | 15 510 787 $ |          |

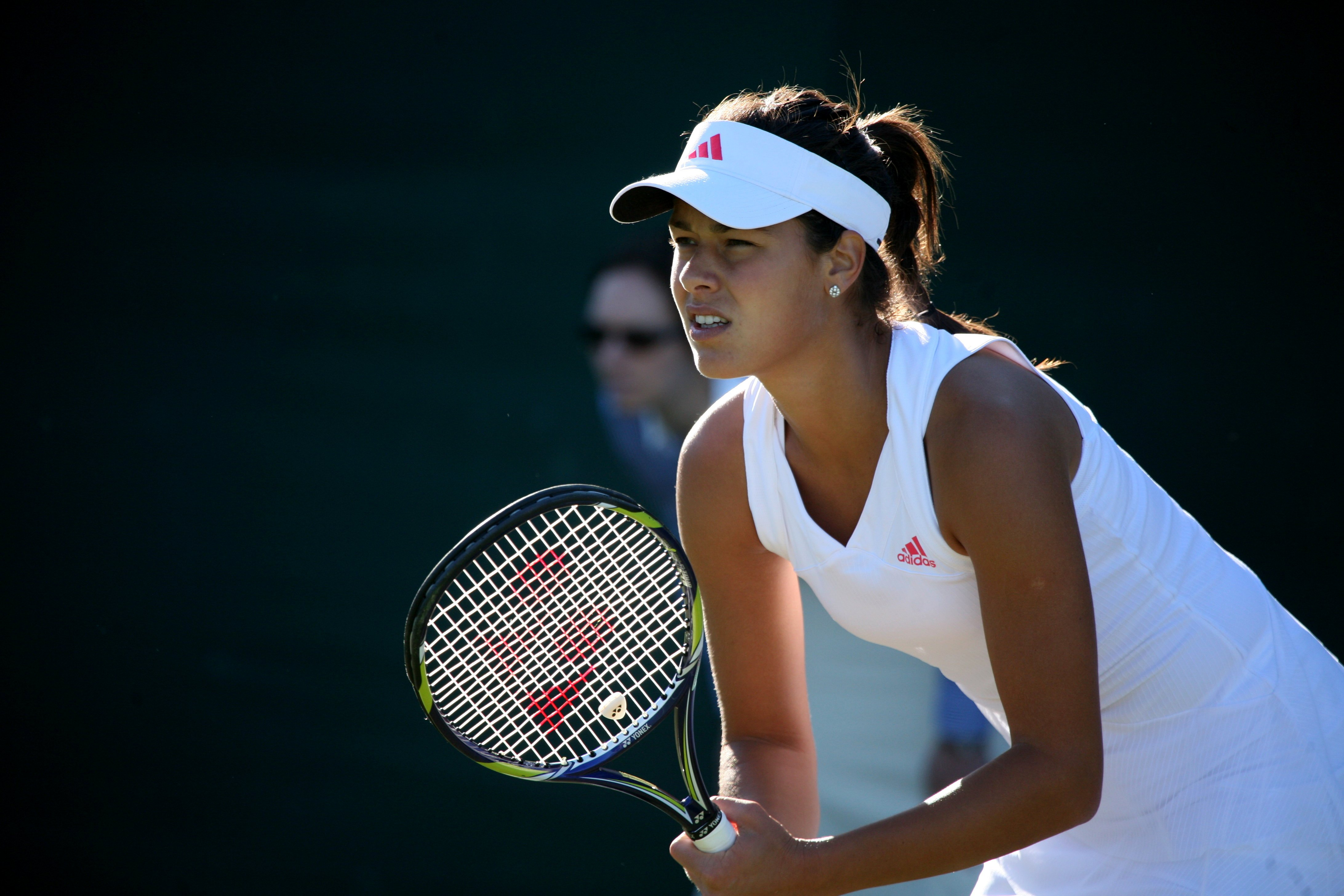
Ana Ivanović lors du tournoi de Wimbledon 2009.

Les revenus en tournois d'Ana Ivanović s'élèvent à 15 510 787 $ sur l'ensemble de sa carrière. Ses revenus en dehors des terrains sont encore plus importants,,,. Dans les pas d'Anna Kournikova et Maria Sharapova, son image de joueuse-mannequin lui offre de nombreuses opportunités financières. Elle critique même le système qui promeut autant la beauté que les performances sportives. Son coup droit, sa beauté et sa personnalité lui permettent de créer de nombreux supporteurs,,,,. Timide, elle refuse la grande majorité des offres qui lui sont faites. En 2008, elle est l'une des athlètes les plus suivies, recherchées sur Google et son site internet est l'un des plus consultés. Hors des courts, elle se transforme en mannequin pour les plus grands magazines : la couverture de FHM en 2008,, l'édition latino-américaine d'Esquire en 2013, ou encore Vogue Allemagne en 2016. Elle donne également des conseils beauté pour des magazines féminins comme Elle. Sa notoriété lui permet de participer à l'édition 2010 du Sports Illustrated Swimsuit Issue.
Après avoir commencé sa carrière professionnelle avec Nike, elle devient l'une des ambassadrices d'Adidas au début de la saison 2006 et porte les vêtements et les chaussures de la marque allemande en compétition,,. Dès 2007, l'équipementier allemand lui fournit des robes personnalisées dont elle fait la promotion sur les courts à travers le monde. La marque va jusqu'à recruter des entraîneurs pour l'aider dans sa progression, avec plus ou moins de succès. En 2010, elle signe avec Adidas un « contrat à vie » lui rapportant un montant annuel de 2,5 millions d'euros pour le reste de sa carrière tennistique. Elle devient l'athlète la plus jeune de l'histoire, tous sports confondus, à signer un accord de ce type. Après avoir débuté avec des raquettes Wilson, elle signe un contrat avec l'équipementier japonais Yonex au début de la saison 2008 et utilise la Yonex E-Zone series.
Depuis 2008, elle est ambassadrice de la marque de montres Rolex. Ivanović est également l'un des ambassadrices de Dubai Duty Free,. En 2015, elle signe un contrat avec la marque Shiseido,,. La marque Intimissimi utilise son image en 2016 pour vendre une collection de sous-vêtements,.
Elle investit une partie de sa fortune dans une société dans le secteur de l'immobilier de luxe. En 2015, Ivanović lance un réseau d'entraîneurs sportifs personnels intitulé Trainers4Me.com.

## Hors des courts

### Engagement humanitaire
Le 14 septembre 2007, Ivanović est nommée ambassadeur national de l'UNICEF pour la Serbie, aux côtés de Aleksandar Đorđević et Emir Kusturica. Elle a un intérêt particulier pour les domaines de l'éducation et la protection de l'enfance. En 2008, elle est nommée Humanitaire de l'Année par la WTA pour reconnaître ses efforts hors des cours. En 2009, les revenus des ventes de T-shirts Adidas à l'effigie d'Ana Ivanović sont reversés au programme Unicef « School without Violence » soutenu par la joueuse. Elle multiplie les opérations dans le cadre de ce programme dans son pays natal,. Après sa retraite sportive, elle confirme et poursuit son engagement.
En août 2014, Ana participe au Ice Bucket Challenge et a nommé par la suite la joueuse de tennis américaine Serena Williams, le tennisman suisse Roger Federer et le footballeur international allemand Bastian Schweinsteiger.

### Dans la culture populaire
En 2010, le rappeur serbe Filip Filipi créé un titre en hommage à Ana Ivanović intitulé Hurricane Ana. La joueuse de tennis introduit la chanson par ces mots : « Salut, c'est Ana Ivanović, la joueuse de tennis serbe et vainqueur d'un tournoi du Grand Chelem » en serbe et en anglais selon les versions du titre.
Ivanović est également représentée dans le jeu vidéo de tennis de Sega Virtua Tennis 2009 sorti en mai 2009 sur Xbox 360, PlayStation 3 et PC,. Son image apparaît sur la plaquette du jeu à côté de Roger Federer et Rafael Nadal. Elle est également l'une des joueuses présentes dans les jeux vidéo Grand Chelem Tennis, Top Spin 4 dont elle est sur la jaquette,, Virtua Tennis 4 et Grand Slam Tennis 2.

### Vie privée
Après quelques mois de relation, Ana et le joueur de tennis espagnol Fernando Verdasco se séparent en janvier 2009. De janvier à septembre 2010, puis de 2011 à janvier 2013, elle est en couple avec le golfeur australien Adam Scott,. De janvier à juin 2013, elle partage la vie de l'ancien joueur de tennis monégasque Marc Stillitano, rencontré par l'intermédiaire de Novak Djokovic. Le 21 octobre 2013, le joueur de basket serbe Ivan Paunić confirme être en couple avec Ana. Trois jours plus tard, il annonce la fin de leur brève relation de trois mois.
Depuis septembre 2014, Ana Ivanović est en couple avec le joueur de football international allemand Bastian Schweinsteiger. Ils se marient à Venise le 12 juillet 2016. En 2017, le couple s'installe à Chicago où le joueur de football allemand a trouvé un club, le Fire de Chicago. Ivanović continue de s'entretenir physiquement tous les jours et de suivre un régime alimentaire particulier. En novembre 2017, ils révèlent attendre leur premier enfant. Elle met au monde, le 17 mars 2018 à Chicago, un garçon qu'ils prénomment Luka, puis d'un second garçon, le 30 aout 2019, qui se nomme Léon. Elle annonce sa troisième grossesse le 10 février 2023.